# Świadkowie Jehowy

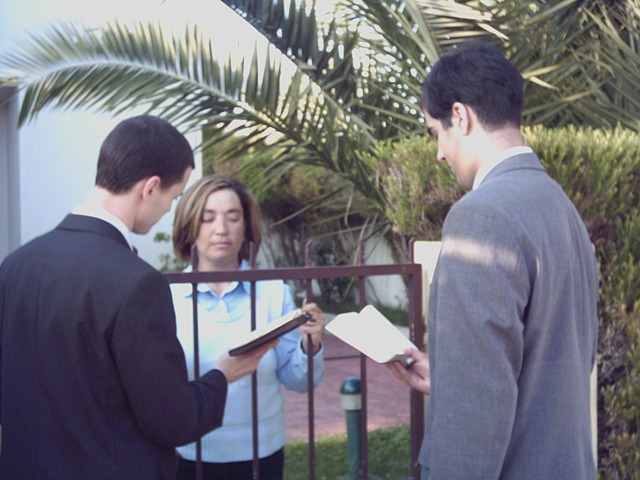
Świadkowie Jehowy są znani z głoszenia nauk biblijnych – głównie od domu do domu (na zdjęciu w Portugalii)

Świadkowie Jehowy, pełna nazwa Chrześcijański Zbór Świadków Jehowy – restoracjonistyczny związek wyznaniowy, głoszący, że jedynym Bogiem jest Jehowa (Jahwe), oraz o zbliżającym się objęciu władzy nad światem przez Królestwo Boże, które zaprowadzi na całej ziemi rajskie warunki życia wiecznego.
Świadkowie Jehowy są zaliczani do tzw. nurtu badackiego, czerpiącego z tradycji millenarystycznych. Ruch został zapoczątkowany przez Charlesa T. Russella w 1870 roku w Pensylwanii (w Stanach Zjednoczonych). W 2024 roku na całym świecie związek wyznaniowy liczył ponad 9 milionów głosicieli należących do przeszło 118 tysięcy zborów (w Polsce ponad 114 tys. głosicieli w 1268 zborach).
Świadkowie Jehowy są znani z działalności ewangelizacyjnej i rozpowszechniania swoich publikacji (w tym czasopism: „Strażnica” oraz „Przebudźcie się!”). Aktywnie i dobrowolnie propagują edukację biblijną poprzez różne metody ewangelizacji. Posługują się również własnym serwisem internetowym jw.org oraz aplikacją JW Library.
Niektóre z ich praktyk religijnych są wyjątkowe lub uważane za kontrowersyjne. Świadkowie Jehowy nie przyjmują transfuzji krwi oraz odmawiają odbycia służby wojskowej i ćwiczeń wojskowych, co w przeszłości powodowało konflikty z władzami świeckimi. Krytykowane bywa też religijne unikanie kontaktów towarzystkich tych, którzy zostali usunięci ze zboru (dawniej: wykluczeni) lub sami odłączyli się od związku wyznaniowego.

## Historia

### Początki (1870–1916)
Świadkowie Jehowy rozpoczęli działalność w roku 1870, kiedy Charles Taze Russell wraz z małą grupą przyjaciół utworzył niewielką grupę studiującą Biblię w Allegheny (obecnie część miasta Pittsburgh w stanie Pensylwania w Stanach Zjednoczonych). Aby publikować wyniki swoich dociekań na temat tego, co grupa uznała za biblijną prawdę, często sprzeczną z doktrynami wyznawanymi przez inne wyznania, w 1879 roku Russell zaczął wydawać czasopismo „Strażnica”. Wydawał także ze współpracownikami „Traktaty Staroteologiczne”, których celem było wykazanie, że poglądy grupy nie są nowe, lecz wywodzą się z Biblii. Osoby, które przyjmowały głoszone nauki, głównie dzięki rozpowszechnianym publikacjom, zaczęły zbierać się w grupy w celu wspólnego studiowania Biblii. Utworzyły one pierwsze zbory, zwane początkowo klasami czy zastępami. W kwietniu 1910 roku przyjęły one nazwę Badacze Pisma Świętego (ang. International Bible Students).
Początkowo „Strażnica” i traktaty religijne, opracowywane przez Russella i jego współpracowników, prawie w całości były drukowane przez firmy komercyjne. Szukając możliwości wydawania ich w większym nakładzie, w 1881 roku Russell wraz ze współpracownikami założył Towarzystwo Traktatowe Strażnica Syjońska (obecnie znane jako Pensylwańskie Towarzystwo Biblijne i Traktatowe – Strażnica). Zostało ono zarejestrowane w 1884 roku, a Russell został jego prezesem.
W 1885 roku publikacje Russella rozpowszechniało około 300 ochotników, zwanych kolporterami. Z czasem rozpoczęto także wysyłanie misjonarzy za granicę i tworzenie pierwszych oddziałów Towarzystwa Strażnica poza Stanami Zjednoczonymi – w 1900 roku w Anglii, w 1902 roku w Niemczech, a do roku 1904 w Australii i w Szwajcarii. W 1909 roku główną siedzibę Towarzystwa Strażnica przeniesiono do nowojorskiego Brooklynu. Zaangażowanie Russella w szeroko zakrojoną działalność wydawniczą spowodowało, że np. w 1912 roku był najbardziej rozpowszechnionym autorem chrześcijańskich publikacji w Stanach Zjednoczonych.
Od 1914 roku posługiwano się w krzewieniu nauk biblijnych nowatorską wówczas techniką: wyświetlano zestaw filmów oraz przeźroczy zsynchronizowanych z oprawą dźwiękową, zatytułowany „Fotodrama stworzenia”. Tylko w ciągu pierwszego roku wyświetlania tę trwającą 8 godzin prezentację obejrzało ponad 9 milionów widzów na trzech kontynentach.
Charles Taze Russell zmarł 31 października 1916 w wieku 64 lat podczas powrotu z podróży ewangelizacyjnej.

### Reorganizacja (1917–1942)
Po śmierci Charlesa Russella (1916), 6 stycznia 1917 roku na stanowisko prezesa Towarzystwa Strażnica został wybrany Joseph Franklin Rutherford. Usprawnił on funkcjonowanie zborów Badaczy Pisma Świętego oraz nadał rozmach działalności kaznodziejskiej. We wrześniu 1919 roku na zgromadzeniu, które odbyło się Cedar Point w stanie Ohio, Rutherford oświadczył: Misją chrześcijanina na ziemi (...) jest głoszenie orędzia o sprawiedliwym Królestwie Pana, które zapewni błogosławieństwa całemu wzdychającemu stworzeniu. Na tym zgromadzeniu ogłoszono też rozpoczęcie wydawania nowego czasopisma pt. „The Golden Age” („Złoty Wiek”, obecnie znane jako „Przebudźcie się!”). Na międzynarodowym zgromadzeniu, które odbyło się w tym samym miejscu we wrześniu 1922 roku, ogłoszono, że odtąd większy nacisk zostanie położony na głoszenie ewangelii od domu do domu. Służba tego rodzaju stała się cechą charakterystyczną Świadków Jehowy. W kolejnych latach wprowadzano dalsze istotne zmiany w niektórych naukach i metodach głoszenia, a także w sprawach organizacyjnych. Opublikowana została seria nowych książek (m.in. „Wyzwolenie”), które miały zastąpić „Wykłady Pisma Świętego” napisane przez Charlesa Russella.
W latach 20. i 30. XX wieku szeroko wykorzystywano transmisje radiowe w celu szerzenia nauk biblijnych. Korzystano z usług stacji komercyjnych, ale też utworzono sieć własnych stacji radiowych, nadających audycje o tematyce religijnej. W roku 1926 Towarzystwo Strażnica posiadało sześć własnych rozgłośni radiowych, z których główną i najdłużej działającą było nowojorskie radio WBBR. Stacja radiowa WORD działała na przedmieściach Chicago, a kolejne cztery w kanadyjskich prowincjach Alberta (CHCY), Kolumbia Brytyjska (CFYC), Ontario (CKCX) i Saskatchewan (CHUC). Pod koniec lat 20. pierwszą własną stację radiową uruchomiono w Australii – 2HD w Newcastle, w stanie Nowa Południowa Walia. Trzy następne powstały w stanach Australia Południowa, Tasmania i Queensland.
26 lipca 1931 roku na międzynarodowym kongresie w Columbus w stanie Ohio przyjęto rezolucję nadająca nową nazwę – Świadkowie Jehowy, opartą na Księdze Izajasza 43:10–12. Nazwa ta odróżniała tę społeczność religijną od innych grup powstałych po podziałach w ruchu Badaczy Pisma Świętego i od pozostałej części chrześcijaństwa. W rezolucji oświadczono między innymi: „Jesteśmy sługami Jehowy Boga upoważnionymi do wykonania w Jego imieniu pewnego dzieła, mianowicie dawania – zgodnie z Jego przykazaniem – świadectwa o Jezusie Chrystusie i powiadamiania ludzi, iż Jehowa jest prawdziwym i wszechmocnym Bogiem. Z radością więc obieramy i przyjmujemy imię, które Pan Bóg wypowiedział swymi ustami, i pragniemy, by nas znano pod tym imieniem i nazywano nim, a mianowicie: Świadkowie Jehowy”.
W 1932 roku zaprzestano corocznego wybierania starszych w zborach przez głosowanie. Od tej pory wybierano komitet służby, a Towarzystwo Strażnica mianowało jednego z jego członków na kierownika służby. W roku 1938 całkowicie zrezygnowano z demokratycznych wyborów, a wszyscy starsi byli mianowani.
W 1932 roku ogłoszono, że członkowie „małej trzódki” 144 000 braci Chrystusa nie będą jedynymi ludźmi, którzy przeżyją Armagedon. J.F. Rutherford wyjaśnił, że oprócz 144 000 „pomazańców”, którzy mają uzyskać nagrodę nieśmiertelnego życia w niebie, by razem z Chrystusem panować stamtąd nad całą Ziemią, zbawienie uzyska również inna grupa ludzi, określona w Biblii jako „wielki tłum” („wielka rzesza” Obj 7:9 NW), która ma żyć w przywróconym raju na ziemi; zwłaszcza od roku 1935 kolejne osoby przyłączające się do społeczności Świadków Jehowy zaczęto zwykle postrzegać jako członków „wielkiej rzeszy”.
Gdy w styczniu 1942 roku zmarł J.F. Rutherford, na całym świecie działalność kaznodziejską prowadziło 113 624 głosicieli, należących do 5323 zborów.

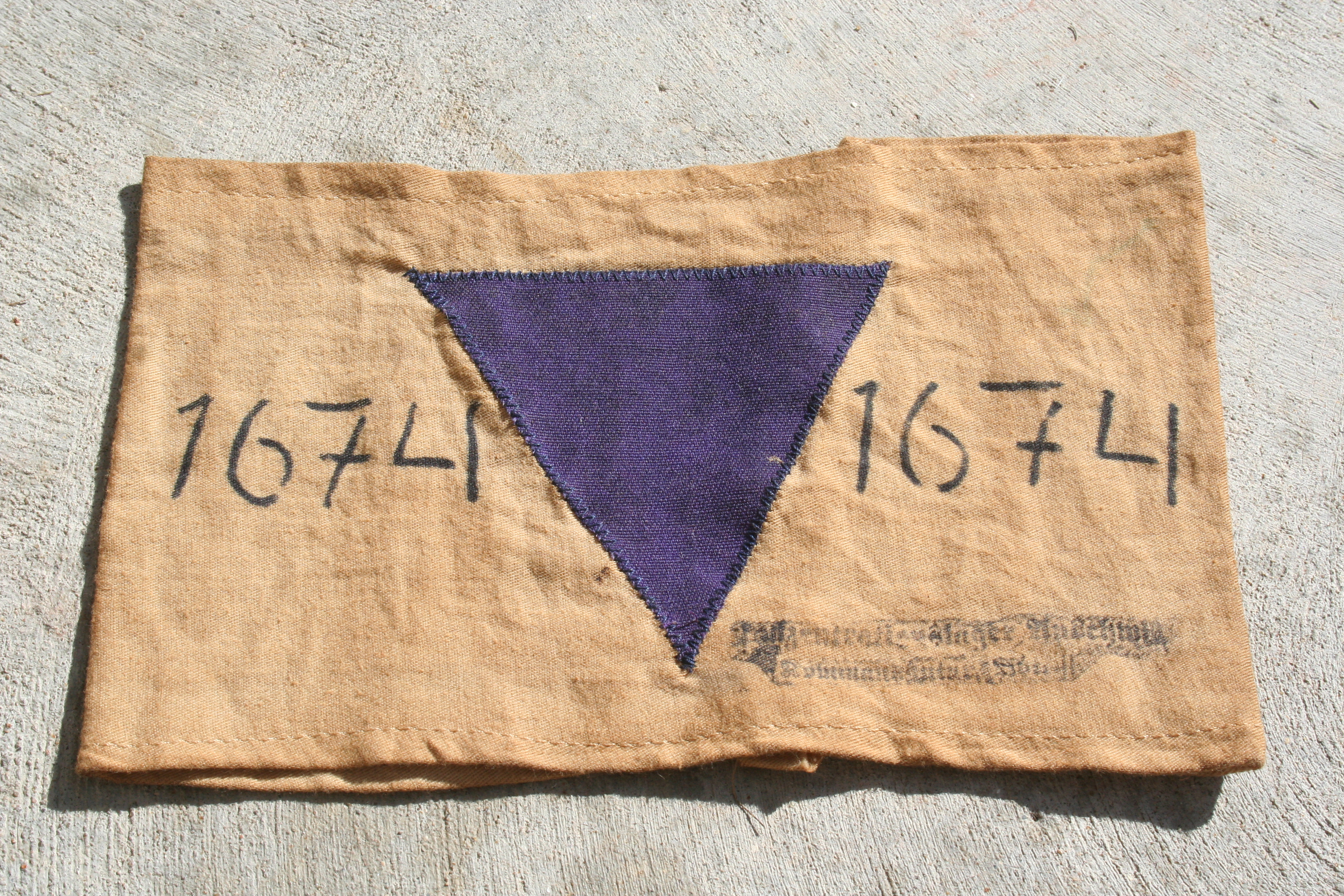
W okresie nazizmu (od 1933) wielu świadków Jehowy (głównie z Niemiec), zostało uwięzionych za praktykowanie swojej wiary w hitlerowskich obozach koncentracyjnych, gdzie (od 1935) byli oznaczani fioletowym trójkątem

### Prześladowania w okresie II wojny światowej
Jeszcze przed dojściem Hitlera do władzy, począwszy od 1929 roku zdarzało się, że nazistowskie bojówki SA napadały na niemieckich świadków Jehowy, dopuszczając się pobić oraz przerywając zebrania religijne, od tego też roku w ich publikacjach ostrzegano przed nazizmem. Świadkowie Jehowy w III Rzeszy i na terenach przez nią okupowanych byli masowo represjonowani z powodu odmowy służby wojskowej, odmowy używania „niemieckiego pozdrowienia” Heil Hitler, odmowy każdej pracy na rzecz wojska, a także z powodu niestosowania „państwowego” antysemityzmu.
W wyniku tych oskarżeń już od wiosny 1933 roku niemieckich świadków Jehowy spotykały liczne represje. Wkrótce też byli umieszczani w nowo powstałych obozach koncentracyjnych, gdzie od roku 1937 jako jedyna grupa religijna otrzymali oddzielne oznakowanie – fioletowy trójkąt. Lata 1936 i 1937 były okresem masowych aresztowań dokonywanych przez gestapo. Tysiące głosicieli zamknięto w więzieniach i w obozach koncentracyjnych, gdzie często poddawano ich sadystycznemu traktowaniu. Przebywającym w obozach udawało się informować swych współwyznawców pozostających na wolności o panujących tam warunkach, dzięki czemu już kilka lat przed wojną na łamach czasopisma „Złoty Wiek” (od roku 1937 „Pociecha”) ujawniali istnienie i prawdziwy charakter hitlerowskich obozów koncentracyjnych. W 1938 roku na podstawie przemycanych z obozów raportów wydano w języku niemieckim książkę Kreuzzug gegen das Christentum („Krucjata przeciwko chrześcijaństwu”) przygotowaną przez Franza Zürchera, przetłumaczoną również na język francuski i polski.
W tym czasie już ponad 6000 członków wspólnoty religijnej Świadków Jehowy z Niemiec było przetrzymywanych w więzieniach lub obozach koncentracyjnych. 15 września 1939 roku w obozie koncentracyjnym Sachsenhausen członek tej wspólnoty August Dickmann został pierwszym więźniem oficjalnie rozstrzelanym za odmowę pełnienia służby wojskowej. Na krótko przed II wojną światową lub w trakcie jej trwania w wielu krajach europejskich, a także w Australii, w Kanadzie czy w Japonii działalność Świadków Jehowy została zakazana, a wielu z nich osadzano w obozach koncentracyjnych. Świadkowie Jehowy byli kategorią więźniów narodowości niemieckiej, którzy mogli w każdej chwili wyjść na wolność po podpisaniu deklaracji apostazji (zdarzały się też pojedyncze przypadki odmowy służby wojskowej wśród członków innych wyznań religijnych). Mimo silnej presji ponad 95% osadzonych nie zrobiło tego, uważając prześladowania za próbę wiary. W obozach znęcano się nad nimi, poniżano, bito, kuszono i zabijano, ale jednocześnie wyznaczano do pracy w charakterze służby domowej u esesmanów, członków załóg obozów. Esesmani wiedzieli bowiem, że ze strony świadków Jehowy nic im nie grozi, a więźniowie ci nie uciekną. Siła wiary Badaczy Pisma Świętego robiła na nazistach duże wrażenie, a Heinrich Himmler i Theodor Eicke przy wielu okazjach stawiali za wzór „fanatyczną postawę” Badaczy Pisma Świętego.
W okresie III Rzeszy około 10 700 niemieckich członków tej wspólnoty było prześladowanych, ponad 2800 zostało uwięzionych w obozach koncentracyjnych, a około 1500 zmarło lub zostało zabitych. W całej Europie wydano też na nich blisko 400 oficjalnych wyroków śmierci.
Spośród około 35 000 świadków Jehowy w III Rzeszy oraz terenów przez nią okupowanych, ponad 16 000 aresztowano, około 6000 wysłano do obozów koncentracyjnych, a przeszło 1750 zabito, w tej liczbie jest też 548 wyroków śmierci wykonanych przez egzekucje (np. pluton egzekucyjny lub ścięcie), w tym co najmniej na 39 nieletnich. Co najmniej 72 świadków Jehowy poddano eutanazji, a ponad 1250 ofiar nazistowskich prześladowań to niepełnoletnie dzieci świadków Jehowy. Świadkowie Jehowy z Polski, z Niemiec, z Czech, z Austrii, z ZSRR (głównie z Zachodniej Ukrainy), z Jugosławii (głównie ze Słowenii), z Węgier, z Holandii, z Francji, z Belgii czy z Luksemburga byli więzieni w większości obozów koncentracyjnych na terenie Europy. Po zakończeniu wojny ocaleli z obozów świadkowie Jehowy byli ważnym źródłem informacji na temat masowych zbrodni na Żydach i innych więźniach w obozach zagłady. Wcześniej do Hitlera trafiło łącznie około 20 tysięcy listów i telegramów protestacyjnych od świadków Jehowy z około 50 krajów świata. Badacze historii, w tym Henrik Eberle i Christine King, opisali tę grupę ofiar hitlerowskiego nazizmu jako nieliczną, ale cechującą się wyjątkową niezłomnością.

### Rozwój po 1942
Po śmierci Josepha F. Rutherforda, w 1942 roku, trzecim prezesem Towarzystwa Strażnica został Nathan H. Knorr. W 1943 roku wprowadzono nowe programy szkoleniowe dla głosicieli (teokratyczna szkoła służby kaznodziejskiej) oraz dla misjonarzy (Biblijna Szkoła Strażnicy – Gilead). W pierwszych latach swojego usługiwania Rutherford założył Biura Oddziałów w wielu krajach świata, rozbudowując światową strukturę Świadków Jehowy. Od 1950 do 1960 roku w sześciu tomach wydano tłumaczenie Biblii dokonane przez Komitet przekładu Biblii Nowego Świata, znane jako Pismo Święte w Przekładzie Nowego Świata. W roku 1959 wprowadzono szkolenie dla starszych zboru, zwane Kursem Służby Królestwa.
W kwietniu 1951 roku prawie wszystkich wyznawców z europejskiej części ZSRR (najwięcej z Zachodniej Ukrainy) wywieziono na Syberię w trakcie masowych deportacji w ramach tzw. Operacji Północ. Było to największe w historii ZSRR przesiedlenie na tle religijnym.
Do roku 1971 nadzór nad ogólnoświatową działalnością sprawował zarząd Pensylwańskiego Towarzystwa Biblijnego i Traktatowego – Strażnica. W tym samym roku grono to oficjalnie nazwano Ciałem Kierowniczym, wyraźnie odróżniając je od zarządu korporacji prawnej, którą posługują się Świadkowie Jehowy.
Od 1 października 1972 roku w miejsce jednoosobowego nadzoru nad poszczególnymi zborami wprowadzono nadzór przez zamianowane grono starszych.
W roku 1976 przeprowadzono reorganizację Ciała Kierowniczego – utworzono w nim kilka komitetów odpowiedzialnych za poszczególne dziedziny działalności Świadków Jehowy. W grudniu 1977 roku zapoczątkowano szkolenie przeznaczone dla pionierów, zwane Kursem Służby Pionierskiej. Po śmierci w 1977 roku Nathana H. Knorra kolejnymi prezesami Towarzystwa Strażnica byli: Frederick W. Franz (1977–1992), Milton G. Henschel (1992–2000), Don A. Adams (2000–2016) i od roku 2016 Robert Ciranko.

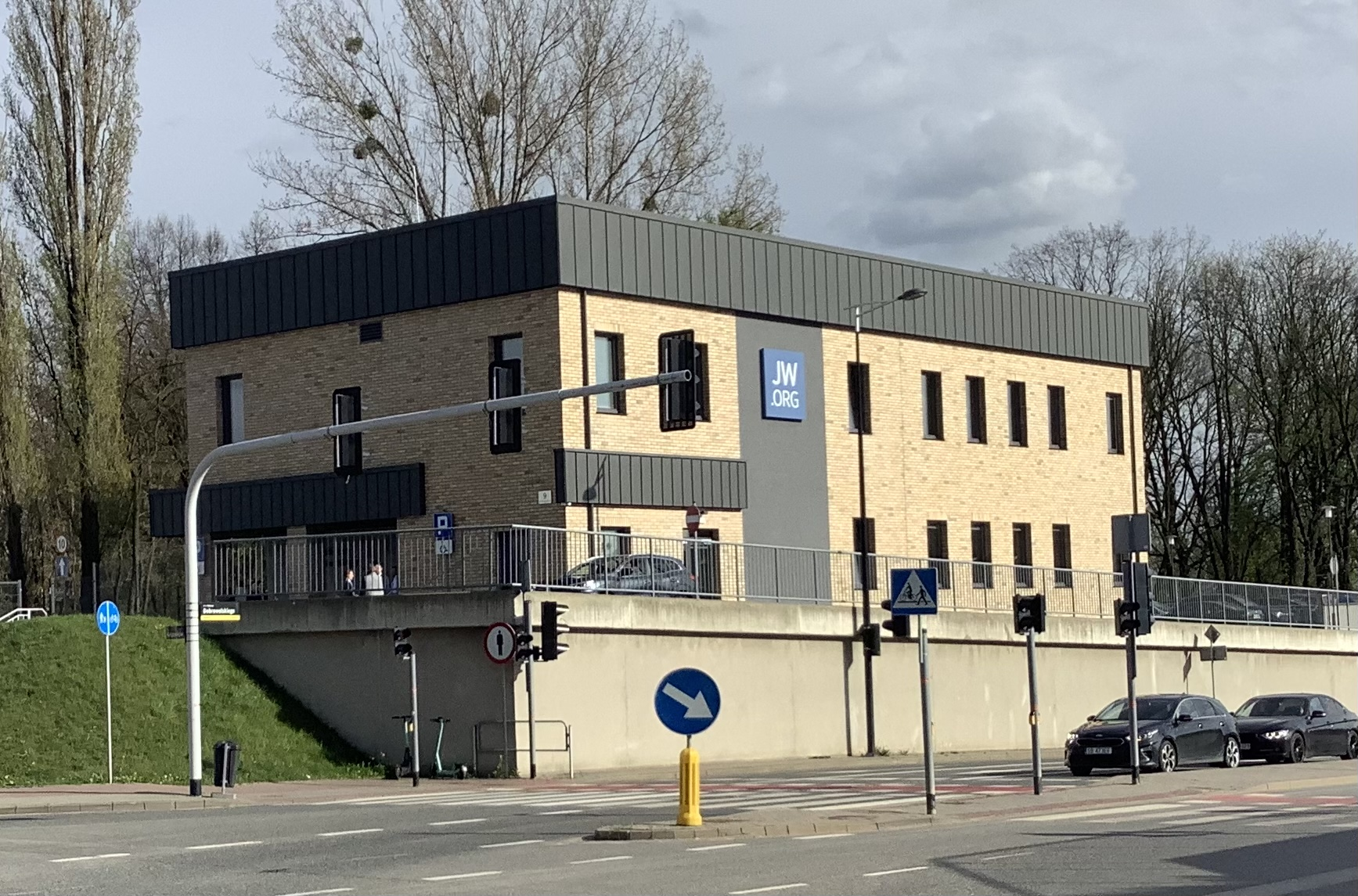
Sala Królestwa w Katowicach

W 1986 roku utworzono Regionalne Komitety Budowlane, odpowiedzialne za budowy i remonty Sal Królestwa. W 1999 roku wprowadzono wzmożony program budowy Sal Królestwa w biedniejszych krajach; w ciągu pierwszych 5 lat jego działania w 116 krajach wybudowano ponad 9000 Sal Królestwa, a do roku 2015 przeszło 30 000. Od 2014 roku nadzór nad budowami przejął „Ogólnoświatowy Dział Projektowo-Budowlany”, a w każdym Biurze Oddziału działa „Lokalny Dział Projektowo-Budowlany”, który ma za zadanie nadzorowanie przedsięwzięć budowlano-remontowych. Do pomocy w tym celu ma zespół wolontariuszy, pełnoczasowych sług budowlanych oraz współpracujących ochotników ze zborów.
W roku 2009 zmniejszono liczbę cotygodniowych spotkań członków zboru na zebraniach chrześcijańskich z trzech do dwóch (zborowe studium Biblii dołączono do teokratycznej szkoły służby kaznodziejskiej i zebrania służby). Położono nacisk na wykorzystanie wolnego wieczoru na studiowanie Pisma Świętego w gronie rodziny lub osobiście.
31 sierpnia 2016 roku ukończono budowę obiektów nowego Biura Głównego Świadków Jehowy w Warwick, w amerykańskim stanie Nowy Jork (do końca sierpnia 2016 roku Biuro Główne mieściło się w Brooklynie, dzielnicy Nowego Jorku). Latem 2013 roku wdrożono na całym świecie program publicznego świadczenia z pomocą wózków z bezpłatną literaturą biblijną.
W roku 2016 teokratyczną szkołę służby kaznodziejskiej, zebranie służby i zborowe studium Biblii zastąpiono jednym zebraniem o nazwie chrześcijańskie życie i służba („zebranie w tygodniu”). Składa się ono z trzech części odpowiadających poprzednim zebraniom.
W XXI wieku w coraz większej mierze Świadkowie Jehowy przedstawiają swoje orędzie przez Internet – w oficjalnym serwisie internetowym jw.org. W 2019 roku liczba języków, w których dostępne są zamieszczone tam publikacje, przekroczyła 1000. Umożliwia on m.in. czytanie, słuchanie oraz pobieranie (w postaci plików) Biblii, różnych materiałów multimedialnych oraz publikacji Świadków Jehowy. Zawiera też bieżące informacje o ogólnoświatowej działalności wyznania. Serwis zawiera również telewizję internetową – JW Broadcasting w przeszło 300 językach, w tym w 50 językach migowych oraz darmową Bibliotekę Internetową Strażnicy w przeszło 920 językach.
Okres pandemii COVID-19
W związku z pandemią COVID-19 od 14 marca 2020 roku, stosując się do wytycznych władz poszczególnych państw, działalność kaznodziejską zaczęto prowadzić wyłącznie przez telefon i komunikatory internetowe (publiczną działalność ewangelizacyjną wznowiono od 31 maja 2022 roku, a głoszenie od domu do domu – od 1 września 2022 roku). Powołano ponad 950 Komitetów Pomocy Doraźnej, które najbardziej potrzebującym dostarczały żywność i lekarstwa. Do stycznia 2021 roku na pomoc w związku z pandemią COVID-19 przeznaczono ponad 25 milionów dolarów.
Od marca 2020 roku zebrania zborowe organizowano zdalnie w formie wideokonferencji, na przykład za pomocą aplikacji Zoom (wykupiono subskrypcje dla ponad 65 000 zborów w przeszło 170 krajach). Natomiast w 21 krajach afrykańskich, gdzie dostęp do Internetu jest utrudniony lub bardzo kosztowny, zebrania zborowe były transmitowane jako audycje radiowe i telewizyjne, z których korzystało ponad 1,2 miliona głosicieli; miało to miejsce również w niektórych krajach w Europie, Ameryce Północnej i Południowej.
Również program uroczystości Pamiątki śmierci Jezusa Chrystusa w 2020 roku i w 2021 roku przeprowadzono przez komunikatory internetowe w trybie wideokonferencji, a w krajach Afryki, gdzie koszty korzystania z Internetu są dość wysokie, program w 2020 roku był nadawany przez wiele stacji radiowych i telewizyjnych w 16 krajach.
W związku pandemią w lipcu i sierpniu 2020 roku świadkowie Jehowy na całym świecie oglądali nagrany program kongresu regionalnego pod hasłem „Zawsze się radujcie!” w serwisie jw.org, gdzie został udostępniony w ponad 500 językach. Podobnie, w 2021 roku program kongresu regionalnego pod hasłem „Silni dzięki wierze!” oraz w 2022 roku program kongresu regionalnego pod hasłem „Dążmy do pokoju!” został udostępniony w serwisie jw.org. W latach 2020 i 2021 w niektórych krajach program kongresów był też transmitowany przez kanały telewizyjne i stacje radiowe.
Zebrania zborowe z osobistym udziałem w Sali Królestwa przywrócono na całym świecie od 1 kwietnia 2022 roku (jednak teraz organizowane są „hybrydowo”, tak że uczestnicy niemogący przybyć na salę, mogą brać czynny udział w punktach i dyskusjach przez wideokonferencje).

## Wierzenia

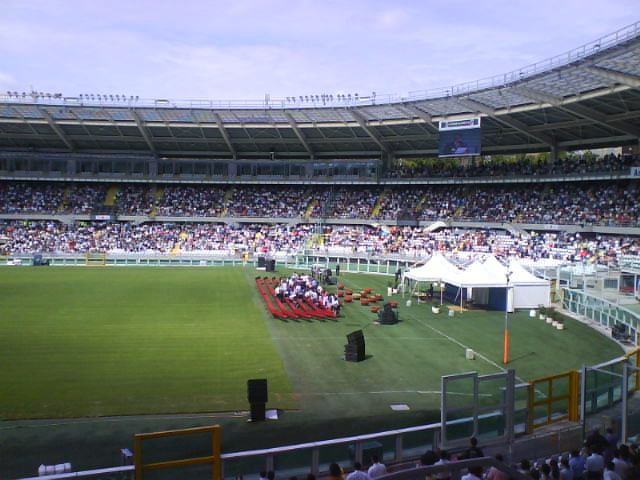
Kongres pod hasłem „Czuwajcie!”
(Turyn, Włochy, 2009)

Świadkowie Jehowy trzymają się Biblii jako podstawy wszystkich swoich wierzeń; za przygotowywanie pouczeń i wyjaśnień z Pisma Świętego odpowiada Ciało Kierownicze. Nauczają, że zmiany w rozumieniu szczegółów dotyczących zamierzenia Bożego są wynikiem ciągłego badania i coraz lepszego zrozumienia Biblii. Wszelka interpretacja Pisma Świętego przedstawiana przez Ciało Kierownicze obowiązuje wszystkich członków wyznania. Kwestie, które ich zdaniem nie zostały uregulowane w Piśmie Świętym, są pozostawione indywidualnej decyzji (osądowi własnego sumienia).
Poniżej omówiono wybrane nauki Świadków Jehowy (w nawiasach wymieniono niektóre wersety biblijne, na które się powołują, uzasadniając swe wierzenia):
1. Biblia[130]: Świadkowie Jehowy są przekonani, że tylko Biblia (Pismo Święte) jest natchnionym Słowem Bożym[131] i zawiera prawdę[132]. Stanowi główne źródło informacji o Bogu. Udziela odpowiedzi na pytania życiowe[133], praktycznych rad i nadziei na lepszą przyszłość[134][135]. Uważają, że Biblia składa się z 66 świętych ksiąg. Przyjmują tzw. kanon hebrajski, tzn. że odrzucają tzw. księgi deuterokanoniczne Starego Testamentu, których nie zawiera pierwotna Biblia hebrajska, uważając je za apokryfy[136]; za natchnione uznają 27 ksiąg Nowego Testamentu (Chrześcijańskich Pism Greckich)[137]. Odrzucają wszystkie inne tradycje pozabiblijne w tym również tzw. tradycję apostolską (2 Tm 3:16, 17; J 17:17; Mt 15:3).
2. Bóg[138]: Świadkowie Jehowy wierzą w jednoosobowego Boga, Jehowę (Jahwe)[8] i oddają cześć tylko jemu, jako jedynemu prawdziwemu Bogu[7]. Kładą duży nacisk na posługiwanie się imieniem własnym Boga – Stwórcy – w odpowiednich sytuacjach i z należytym szacunkiem (Pwt 6:4; Ps 83:18; Rz 10:13)[139][140]. Nie uznają dogmatu o Trójcy Świętej, uważając, że jest wyraźnie sprzeczny z Biblią[141][142].
3. Jezus Chrystus[143]: Wierzą, że jest jednorodzonym Synem Boga Jehowy (imię Jezus znaczy „Jehowa jest zbawieniem”)[144][139] i ponadto:
  - był pierwszym stworzeniem Boga (pierworodnym wszelkiego stworzenia); przez niego Bóg stworzył świat materialny i duchowy (Kol 1:15),
  - istniał w postaci duchowej (podobnie jak Bóg i aniołowie) zanim został człowiekiem i do tej postaci powrócił po wstąpieniu do nieba (Mi 5:2; 1 P 3:18; 2 Kor 5:16), gdzie określany jest m.in. jako archanioł Michał (1 Tes 4:16)[145]
  - jego życie zostało przeniesione z Nieba do łona dziewicy Marii (Łk 1:35)[146],
  - jego złożone w ofierze doskonałe życie daje wszystkim ludziom możliwość dostąpienia zbawienia – uzyskania życia wiecznego (Mt 20:28; 1 Tm 2:5, 6)[147],
  - od jesieni roku 1914 z upoważnienia Bożego króluje w niebie, a po Armagedonie ma nad nią panować przez 1000 lat (Dn 4:10–16; Ap 20:6; 1 Kor 15:28)[148]
  - został zgładzony na palu męki (został przybity do prostej belki, pala „crux simplex” – krzyż prosty, a nie do krzyża (Dz 5:30)[149][150].
4. Duch święty: Wierzą, że jest niewidzialną czynną siłą Bożą, czyli mocą Bożą w działaniu[151], nieosobową energią, za pośrednictwem której Bóg wykonuje swoją wolę, i której może udzielać innym[141]; jest ona święta, ponieważ pochodzi od Jehowy Boga i wykorzystuje ją do czynienia tego, co święte[151][152].
5. Królestwo Boże[153]: Wierzą, że jest to realny rząd, który jest jedyną nadzieją dla ludzkości; rząd ten ma siedzibę w niebie, złożony jest z Jezusa (jako króla) oraz 144 000 wybranych chrześcijan, jako współkrolów (część z nich przebywa jeszcze na ziemi); Królestwo Boże wkrótce usunie z ziemi zło wraz ze wszystkimi ludzkimi rządami oraz religiami, i zaprowadzi nowy świat, w którym zapanuje sprawiedliwość i pokój[10]. Pozostali zbawieni mają żyć wiecznie na ziemi w przywróconym raju jako poddani tego Królestwa. Chrystus będzie Królem nad ziemią przez 1000 lat, po czym odda władzę swemu Ojcu, Jehowie (Dn 2:44; 2 Tm 4:18; Ap 11:15; 1 Kor 15:28)[154].
6. Szatan (czyli Diabeł)[155]: Jest to realna niewidzialna osoba, zbuntowany anioł, który zapragnął, by cześć zamiast Bogu oddawano jemu, największy wróg Boga[156], odpowiedzialny za rozprzestrzenienie się zła[157] (nie jest to symbol i pierwiastek zła lub złych skłonności). Szatan pociągnął do buntu przeciwko Jehowie Bogu wielu innych aniołów, którzy tym samym stali się demonami[158][159]. Obecnie ma wielką władzę nad światem ludzkim – nad ludźmi oddalonymi od Boga, ludzkimi rządami i religią fałszywą, dlatego w Biblii nazwany jest „bogiem tego świata” (2 Kor 4:4; 1 J 5:19)[160]. W trakcie 1000-letnich rządów Chrystusa zostanie on uwięziony, a po tym okresie ma być na krótko wypuszczony, a następnie na zawsze unicestwiony wraz ze wszystkimi innymi przeciwnikami Boga (Ap 20:1–3, 10, 14)[161].
7. Ziemia: Wierzą, że pierwotnym zamierzeniem Bożym wobec Ziemi było, aby była w całości zaludniona czcicielami Stwórcy i że Bóg nie zmienił swojego zamierzenia co do ludzi i Ziemi. Wierzą, że w momencie końca systemu rzeczy wojna Boża (Armagedon) zniszczy całe zło tego świata i tych ludzi, którzy nie spełniają Jego wymagań[162][163]. Natomiast zbawione osoby będą cieszyć się życiem wiecznym jako doskonali ludzie, a wszyscy zmarli, zachowani w pamięci u Boga zostaną wskrzeszeni[164]. Wierzą, że Bóg nie dopuści do zniszczenia Ziemi wskutek wojny nuklearnej, przez zanieczyszczenie środowiska ani w wyniku katastrofy kosmicznej[165][166]. Nie popierają poglądu, jakoby Bóg miał zniszczyć Ziemię ogniem[167].
8. Śmierć[168]: Wierzą, że śmierć jest przeciwieństwem życia, że zmarli nie mogą nic czynić. Ludzie w momencie śmierci przestają istnieć, lecz istnieją w pamięci u Boga. Ponowne zaistnienie jest możliwe dopiero przy zmartwychwstaniu (Kazn 9:5, 6, 10; Ez 18:4)[169].
9. Dusza[170]: Uważają, że według Biblii człowiek żyjący jest duszą; nie posiada nieśmiertelnej duszy (Rdz 2:7; Ez 18:4). Duszami są również wszelkie zwierzęta zamieszkujące ziemię i wody (Rdz 1:20). Odrzucają naukę o nieśmiertelności duszy jako niezgodną z Biblią[171].
10. Zbawienie[172]: Wierzą, że Jehowa Bóg, poprzez swego Syna, zapewni wszystkim prawdziwym chrześcijanom wybawienie z teraźniejszego, niegodziwego świata oraz wyzwolenie z niewoli grzechu i śmierci[173].
11. Dni ostatnie: Wierzą, że po 2520 latach od roku 607 p.n.e. (który to rok uznają za datę zburzenia Jerozolimy przez Nabuchodonozora II), czyli w roku 1914 nastąpiło niewidzialne wstąpienie Jezusa na tron w niebie, zapoczątkowując dni ostatnie tego złego systemu rzeczy, czyli obecnych złych rządów na ziemi; zakończy je Armagedon, po którym ma panować Królestwo Boże[174][175]. Świadkowie Jehowy uważają też, że pewne wydarzenia, nazywane „znakiem zakończenia systemu rzeczy”, pozwalają utożsamić dni ostatnie z obecnymi czasami[176].
12. Armagedon: Według Świadków Jehowy jest to nadchodząca powszechna wojna wielkiego dnia Boga Wszechmocnego (Ap 16:14, 16). Określenie to odnosi się do sytuacji, gdy ziemscy władcy polityczni zgromadzą się przeciwko Jehowie Bogu i Jego Królestwu pod władzą Jezusa Chrystusa[177]. Wyrazem ich sprzeciwu ma być na końcu ogólnoświatowa akcja przeciwko Świadkom Jehowy[178][179].
13. Babilon Wielki: Ogólnoświatowe imperium religii fałszywej – symbol zbiorowo pojętej religii fałszywej; zaliczają do niego wszystkie religie świata, które nie opierają swoich nauk wyłącznie na Biblii (wraz „nominalnym chrześcijaństwem")[180][181][182]. Ma być zniszczony przez Organizację Narodów Zjednoczonych, symboliczną szkarłatną bestię z Księgi Apokalipsy, wówczas rozpocznie się wielki ucisk[183].
14. 144 000: Świadkowie Jehowy wierzą, że Bóg wybrał spośród ludzi określoną liczbę 144 000 jako tzw. małą trzódkę, klasę ludzi, którzy mają współkrólować z Jezusem Chrystusem w niebie (przez 1000 lat, po Armagedonie) oraz sprawować rządy nad osobami żyjącymi w raju na ziemi (większości zbawionych ludzi Bóg obiecuje życie wieczne na ziemi)[184][185]. Są oni powoływani od czasów Chrystusa aż do naszych czasów. Liczba uważających się za pomazańców[186], którzy jeszcze żyją na ziemi, przekracza 23 tysiące osób[14]; jest to tzw. ostatek żyjących na ziemi pomazańców[187].
15. Maria, matka Jezusa: Wierzą, że kiedy został poczęty Jezus, Maria była dziewicą – aż do rozwiązania[188]. Następnie miała przynajmniej kilkoro dzieci z Józefem (Mt 1:20–25; 13:53–56)[189][190]. Uważają, że należała do grona pierwszych uczniów Jezusa[191], na których został wylany duch święty w dniu Pięćdziesiątnicy 33 r. n.e. i należy do grona 144 000 wybranych do władz Królestwa Bożego w niebie[192].

## Praktykowanie wiary
Zdaniem Świadków Jehowy prawdziwa religia musi opierać się na zasadach zawartych w Piśmie Świętym. Praktykowanie religii nie jest dla nich tylko jednym z elementów życia, ale drogą życiową, to znaczy, że zasadom wiary podporządkowane mają być wszystkie sprawy – nie tylko związane z oddawaniem czci Bogu, ale też z życiem codziennym.
Poniżej omówiono wybrane zasady postępowania oraz praktyki religijne. (W nawiasach wymieniono niektóre wersety biblijne, na które powołują się, uzasadniając swe wierzenia i postępowanie.)
Wyznawane zasady
1. Miłość do Boga: Uważają ją za najważniejszą zasadę. Wynika z niej konieczność całkowitego, bezwzględnego oddania się Bogu, które ma wynikać z dobrej woli i szczerego przywiązania, na podstawie zdobytej wiedzy biblijnej (Mt 22:36–38; J 17:3)[197].
2. Miłość do bliźnich: Uważają, że miłość do bliźnich powinna być podstawą wszelkich ich relacji z innymi ludźmi (Mt 22:39, 40)[197].
3. Czystość: Dotyczy ona czystości fizycznej, umysłowej, moralnej i duchowej (rozumianej jako niedopuszczenie do łączenia nauk biblijnych z innymi, sprzecznymi z Biblią poglądami i praktykami)[198]. Wystrzegają się m.in.: wszystkich niedozwolonych stosunków płciowych poza obrębem małżeństwa zawartego zgodnie z Biblią[199][200], bez względu na to czy mają charakter homoseksualny, czy heteroseksualny[201] (cudzołóstwa, rozpusty), pijaństwa[202][203] – samo umiarkowane spożywanie napojów alkoholowych jednak nie jest zakazane[204], palenia i zażywania tytoniu[205] (w tym e-papierosów[206]), zażywania narkotyków i innych środków odurzających, wulgaryzmów[207][208], niemoralnych rozmów, pornografii[209][210] oraz jakichkolwiek form okultyzmu (m.in. wróżbiarstwa, spirytyzmu, przesądów, horoskopów, astrologii czy magii) (1 P 1:16; Rz 12:2; 2 Kor 7:1; Pwt 18:9–13; 1 Kor 10:21, 22; Gal 5:20, 21)[211][212][213][214][208]. Przywiązują wagę do schludnego wyglądu – ubioru i fryzury (1 Tm 2:9, 10; 1 Kor 10:31)[215]. Unikają rozrywki związanej z przemocą, niemoralnością czy okultyzmem[216].
4. Uczciwość: Uważają, że w każdej dziedzinie życia należy postępować uczciwie[217]. Chrześcijanie muszą wystrzegać się[218] kłamstwa, oszczerstw, plotkowania[219], obłudy, obelg[207], zachłanności[220] (m.in. hazardu[221]) (Hbr 13:18)[222].
5. Świętość życia i krwi: Życie uważają za cenny dar od Boga i dlatego mają obowiązek dbać o własne i cudze życie oraz o zdrowie. Niedopuszczalne ich zdaniem jest pozbawianie życia nienarodzonego dziecka (aborcja) (Ps 36:9; Wj 21:22, 23). Mają dbać o zdrowie i bezpieczeństwo, wystrzegając się np. palenia i zażywania tytoniu, używania narkotyków i innych środków odurzających oraz uprawiania sportów walki i ekstremalnych. Nie wolno im narażać na niebezpieczeństwo siebie i innych, nie mogą czuć nienawiści do innych (m.in. nie uczestniczą w konfliktach zbrojnych i odmawiają odbycia służby wojskowej). Nie mogą być okrutni dla zwierząt, ani zabijać ich dla rozrywki. Nie mogą rozmyślne odbierać życia przez eutanazję (Ef 5:29; 2 Kor 7:1; Pwt 22:8)[223][224]. Za świętą uznają krew jako podtrzymującą i symbolizującą życie danej istoty; Pismo Święte zawiera wyraźne wskazówki co do obchodzenia się z krwią, w tym nakaz z Dz 15:28, 29, dotyczący powstrzymywania się od krwi. Z tego powodu wybierają metody leczenia, które nie wymagają transfuzji krwi[b]. Powstrzymują się od spożywania krwi, niewykrwawionego mięsa oraz żywności, do której dodano krew[225][226].
6. Neutralność: Zachowują neutralność w sprawach politycznych oraz nie uczestniczą w żadnych konfliktach zbrojnych, ani nie zgadzają się na odbywanie służby wojskowej[227] (J 18:36; Mt 26:52; Iz 2:2–4)[228][229][230]. Świadkowie Jehowy odmawiają też salutowania flag państwowych i nie śpiewają hymnów narodowych[231].
7. Podporządkowanie władzom świeckim: Uważają za chrześcijański obowiązek przestrzeganie prawa i okazywanie szacunku władzom. Wyjątek stanowi sytuacja, gdy prawo jest w sprzeczności z wyraźnymi zasadami lub prawami biblijnymi; wtedy uznają za wyższą władzę Boga (Mt 22:21; Rz 13:1; Dz 5:29)[232].

Praktyki religijne

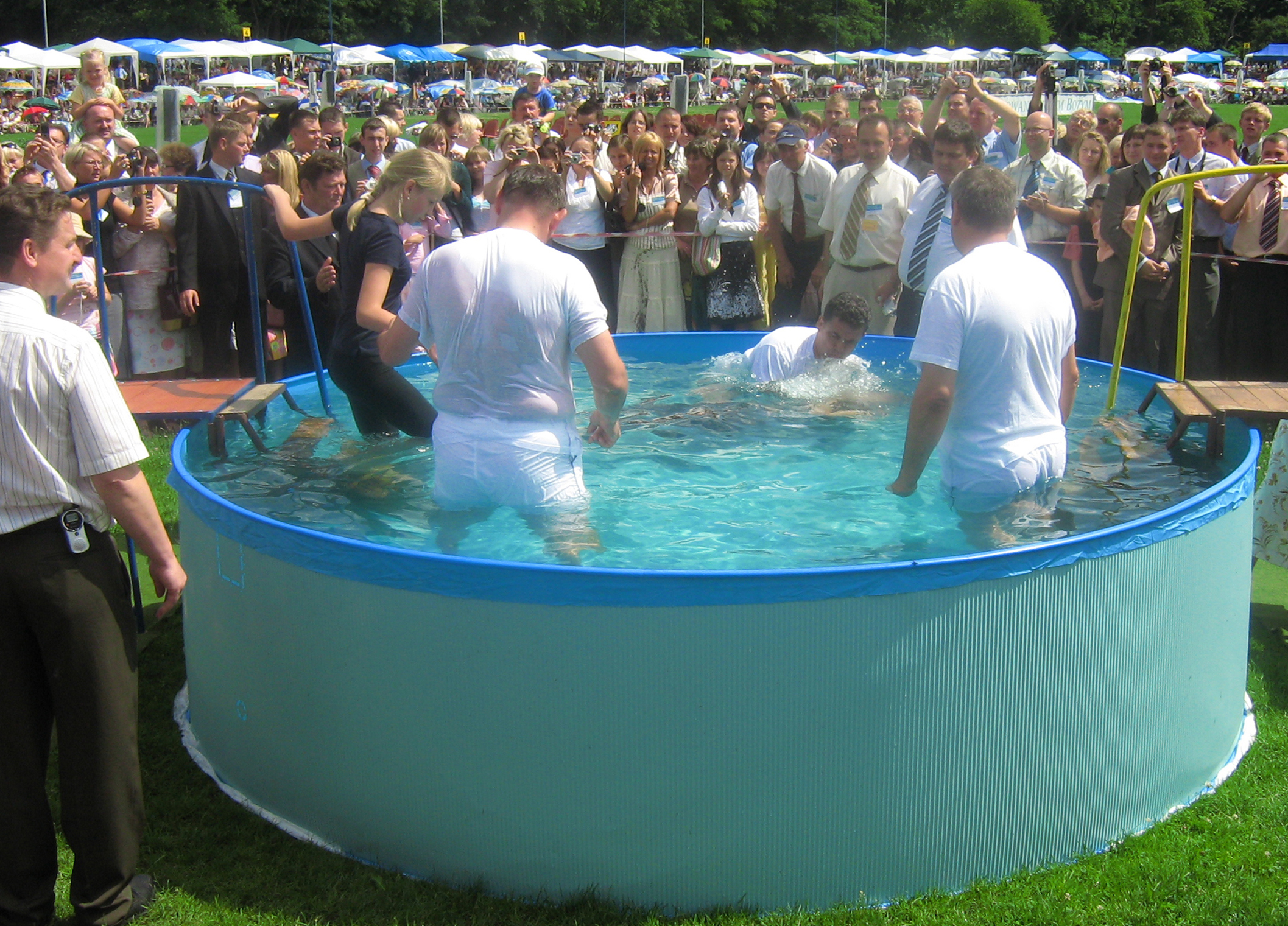
Typowy chrzest nowych członków – przez całkowite zanurzenie w wodzie – na kongresie pod hasłem „Kierowani duchem Bożym” (Szczecin, Polska, 2008)

1. Chrzest: Przyjmują chrzest[233] przez całkowite zanurzenie w wodzie – jako symbol oddania się Bogu osoby duchowo dojrzałej[234][235]. Nie praktykują chrztu niemowląt, choć może zostać ochrzczone dziecko, jednak wyłącznie na podstawie świadomej decyzji, po zrozumieniu i zaakceptowaniu głoszonych przez nich nauk. Nie posiadają tzw. formuły chrztu, czyli nie ma podczas tego aktu wygłaszanych żadnych podniosłych słów (przed chrztem padają tylko dwa pytania: o gotowość do chrztu i świadomość przyłączania się do Świadków Jehowy[236])[237]. Chrzest jest warunkiem, aby zostać świadkiem Jehowy. Wcześniej należy rozumieć podstawowe nauki biblijne i spełniać kwalifikacje do uczestniczenia w publicznej działalności kaznodziejskiej[13].
2. Ewangelizacja: Prowadzą dobrowolnie na całym świecie działalność kaznodziejską – przez niepłatnych ochotników, zwanych głosicielami, z których część podejmuje się zwiększenia udziału w tej służbie w charakterze pionierów: pomocniczych lub stałych[238][239]. Swych nauk opartych na Biblii nauczają przez głoszenie od domu do domu, a także przez głoszenie publiczne – na ulicy i w innych miejscach publicznych (w tym z wózkami z publikacjami biblijnym) oraz przez tzw. głoszenie nieoficjalne – krewnym i znajomym oraz innym spotykanym osobom[240][241]. W działalności tej szeroko wykorzystują publikacje w formie drukowanej i elektronicznej, ale także filmy wideo, nagrania audio oraz oficjalny serwis internetowy – jw.org[242]. Z osobami zainteresowanymi prowadzą bezpłatne kursy biblijne[243][244][245]. Kształcą również misjonarzy, m.in. w powołanej do tego celu Szkole Gilead[246][247][248]. Uważają, że głoszenie[249] czyli obwieszczanie dobrej nowiny o Królestwie Bożym jest dziś najważniejszą działalnością prowadzoną na ziemi (Obj. 14:6, 7), przyczynia się do uświęcania imienia Jehowy Boga (Mt. 6:9), orędzie to odmienia życie ludzi i może prowadzić do ich wybawienia[250]. Uważają tę działalność za spełnienie proroctwa i polecenia Jezusa Chrystusa, aby głosić „dobrą nowinę o Królestwie” ludziom „na całym świecie na świadectwo wszystkim narodom” (Mt 24:14; 28:19)[251].
3. Małżeństwo: Świadkowie Jehowy uważają, że małżeństwo ma stanowić święty, trwały związek jednego mężczyzny i jednej kobiety – dar od Jehowy Boga[252][253][254][255]. Trzymają się tego biblijnego wzorca małżeństwa, bo są przekonani, że zapewnia on rodzinie trwałe szczęście i poczucie bezpieczeństwa. Mąż jest odpowiedzialny za duchową[256], emocjonalną oraz materialną pomyślność małżeństwa i rodziny[257]. Potępiają czyny mogące rujnować małżeństwo[258][259]. Wyznawcy pragnący zawrzeć małżeństwo muszą zadbać, aby ich związek małżeński był zawarty według prawa obowiązującego w danym kraju[260]. Ceremonii złożenia przysięgi małżeńskiej[261] przewodniczy urzędnik urzędu stanu cywilnego w Polsce; w wielu innych krajach – odpowiednik, lub w niektórych krajach upoważniony kaznodzieja Świadków Jehowy. Okolicznościowe przemówienie może się odbyć w miejscowej Sali Królestwa – za zgodą miejscowych starszych zboru; na ogół zapraszana jest cała wspólnota zboru i inni goście[262][263]. Wygłaszane wtedy jest przemówienie, które kieruje uwagę na biblijne rady, dotyczące małżeństwa i życia rodzinnego[264]. W zależności od decyzji nowożeńców może się potem odbyć przyjęcie weselne[264]. Niektóre zwyczaje ślubne nie są praktykowane[265][266].
  - Duży nacisk kładzie się na to, by współmałżonkiem została osoba z grona współwyznawców, choć nie jest to warunkiem zawarcia małżeństwa[267][268]. Zalecane jest spotykanie się w celu poznawania się z myślą o małżeństwie tylko z ochrzczonym współwyznawcą i w czasie, gdy jest się gotowym na małżeństwo pod względem finansowym, duchowym i emocjonalnym. Randki nie są formą rozrywki, ale mają pomóc podjąć decyzję czy wstąpić w związek małżeński, czy zakończyć bliższą znajomość[269]. Już same zaręczyny traktują jako poważne zobowiązanie[260]. Kategorycznie wystrzegają się mieszkania pod jednym dachem z osobą niebędącą jeszcze partnerem małżeńskim, przedmałżeńskie kontakty seksualne uznając za grzech rozpusty[270][271].
  - Możliwość zawarcia ponownego związku małżeńskiego jest uzależniona od śmierci współmałżonka; dopuszczalna jest także w przypadku rozwodu, ale tylko wtedy, gdy dojdzie do niego na podstawie cudzołóstwa jednej ze stron (Mt 19:9). Niewierność drugiej strony daje stronie wiernej prawo do decyzji o rozwodzie i później możliwość zawarcia kolejnego małżeństwa[272][273].
4. Modlitwa: Modlą się wyłącznie do Boga Jehowy, a swoje modlitwy zanoszą w imię jego syna – Jezusa, nie recytują ich z pamięci, ani nie odczytują np. z modlitewnika[274][275][276]).
  - Odrzucają kult obrazów, rzeźb i innych wizerunków (który uważają za bałwochwalstwo) oraz pośrednictwo i kult świętych[277][278]. Świadkowie Jehowy studiują Biblię indywidualnie i w gronie rodzinnym (tzw. wielbienie Boga w gronie rodzinnym). Oprócz tego codziennie czytają i analizują fragment z Biblii, m.in. na podstawie broszury Codzienne badanie Pism

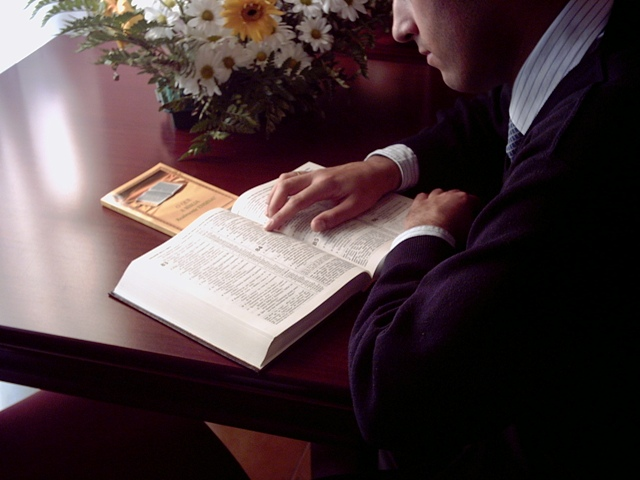
Świadkowie Jehowy studiują Biblię indywidualnie i w gronie rodzinnym (tzw. wielbienie Boga w gronie rodzinnym). Oprócz tego codziennie czytają i analizują fragment z Biblii, m.in. na podstawie broszury Codzienne badanie Pism

5. Osobiste i rodzinne studium Biblii: Biblię studiują indywidualnie (tzw. osobiste studium Biblii) oraz w gronie rodzinnym (tzw. wielbienie Boga w gronie rodzinnym)[279][280][281].
  - Codziennie osobiście lub w gronie rodzinnym czytają i analizują fragment Biblii, m.in. na podstawie broszury Codzienne badanie Pism[282] oraz rozmyślają nad tym, czego dowiedzieli się z czytania Biblii, by w jeszcze większym stopniu stosować się do niej w życiu[283].
6. Pogrzeb: Pochówek odbywa się w sposób zgodny z miejscowym prawem i zwyczajami (niekolidującymi z wierzeniami Świadków Jehowy)[284][285]; może być stosowana kremacja[286]. Uroczystości pogrzebowe wyznawców nie zawierają rytuałów i obrzędów w intencji zmarłych[284].
  - Okolicznościowe przemówienie może odbyć się w miejscowej Sali Królestwa, w zakładzie pogrzebowym, w domu zmarłego lub przy grobie. Starszy zboru krótko przypomina historię życia zmarłego oraz to, co Biblia mówi o śmierci i nadziei zmartwychwstania (J 5:28, 29; 11:25; Rz 5:12; 2P 3:13). W czasie uroczystości zwykle śpiewa się kilka stosownych pieśni, a kończy modlitwą do Boga[287].
  - Wystrzegają się zwyczajów praktykowanych z myślą o zjednaniu sobie przychylności zmarłych lub jakichkolwiek działań na ich rzecz związanych z poglądem, jakoby człowiek posiadał nieśmiertelną duszę[287][288][289].
7. Pomoc humanitarna i społeczna: W razie klęsk żywiołowych, pandemii[112][115], wojen i zamieszek organizują pomoc humanitarną głównie dla poszkodowanych współwyznawców (lokalną lub międzynarodową)[290]. Nie izolują się od innych i są wyczuleni na potrzeby społeczności, w której żyją. Prowadzą również działalność społeczną pomagając potrzebującym[291][292][293].
8. Szkolenia: Prowadzą bezpłatne szkolenia, np.: Kurs Służby Pionierskiej, Kurs Służby Królestwa, Kurs dla Ewangelizatorów Królestwa[294] czy Biblijna Szkoła Strażnicy – Gilead[295]. Prowadzą również bezpłatne kursy czytania i pisania dla analfabetów w ponad 120 językach[296][297][298][299][300], z których skorzystało już ponad ćwierć miliona osób[301]. W zależności od potrzeb prowadzą również dodatkowe szkolenia biblijne oraz zawodowe dla wybranych grup społecznych[302][303] oraz szkolenia dotyczące zapobiegania chorobom[304].
9. Święta: Obchodzą tylko rocznicę Wieczerzy Pańskiej – potocznie nazywaną Pamiątką śmierci Jezusa Chrystusa, wiosną w dniu odpowiadającym 14 nisan według biblijnego kalendarza księżycowego (w okresie zbliżonym do świąt Wielkiego Tygodnia, poprzedzającego Wielkanoc, których nie obchodzą)[305][306]. Odrzucają tradycyjne wszelkie rytuały, święta, wywodzące się z kultury ludowej bądź obchodzone indywidualnie – jak urodziny czy imieniny[307], święta państwowe lub święta religijne, jeśli te naruszają przykazania lub zasady biblijne, np. związane są lub wywodzą się z niezgodnych z Biblią poglądów i praktyk religijnych, stanowią element kultu państwa lub nadmiernej czci oddawanej ludziom[308][309]. W związku z tym nie obchodzą żadnych innych świąt religijnych i państwowych[310], w tym Bożego Narodzenia, powołując się na zbieżność tradycji tych świąt z religiami pogańskimi; uważają, że pierwsi chrześcijanie nie chcieli ustalać daty narodzin Jezusa[311][312][313][314].
10. Usunięcie ze zboru. W przypadku, gdy jakiś świadek Jehowy postępuje wbrew zasadom wiary, propaguje poglądy sprzeczne z przyjętymi naukami, bądź popełni jakiś poważny grzech, a nie okaże szczerej skruchy za swoje złe postępowanie[23][315][316], wtedy tzw. komitet starszych złożony ze starszych zboru, może go usunąć ze zboru (1 Kor 5:13). Nawet jeśli ktoś popełnił poważny grzech, nie jest automatycznie usuwany ze zboru, starsi spotykają się z taką osobą, gdy potrzeba – więcej razy, dając jej możliwość na okazanie skruchy. Istnieje możliwość ponownego przyjęcia, jeśli zmieni swoje postępowanie (do czasu ponownego przyjęcia będzie traktowany jak osoba usunięta ze zboru, co oznacza religijne unikanie z nim kontaktów towarzystkich i dłuższych rozmów[23][24][25]); może otrzymać biblijne rady od starszych zboru, by dostosował swe życie do wymagań biblijnych (1 Kor 5:11), okazał skruchę i porzucił złe postępowanie, inni świadkowie Jehowy mogą sami decydować czy osobiście zaproszą osobę usuniętą ze zboru na zebrania zborowe)[23](w 2024 roku ponownie przyjęto 65 816 osób[14]). Osoba usunięta ze zboru może przychodzić na zebrania religijne do Sali Królestwa, jednak nie może się na nich wypowiadać[317][318][319]. Według zaleceń, domownicy, wśród których przebywa usunięty ze zboru, wciąż mogą utrzymywać ze sobą stosunki rodzinne[24][25][320] (jednak według relacji byłych usuniętych członków zdarzały się przypadki ostracyzmu i całkowitego zerwania kontaktów[321][27][26][316][322]). Z przynależności do Świadków Jehowy można dobrowolnie zrezygnować przez oficjalną deklarację ustną lub pisemną albo postępowanie, które dowodzi, że osoba taka nie chce należeć do tego ugrupowania religijnego (np. przyłączenie się do innej religii)[323]. Osoba, która odłącza się od ich społeczności, traktowana jest tak, jak osoby usunięte ze zboru[324][316]. Zebranie zborowe świadków Jehowy w Sali Królestwa (Portugalia) Zgromadzenie specjalne pod hasłem „Pozostały czas jest skrócony” w Sali Zgromadzeń (Sosnowiec, Polska, 2010)

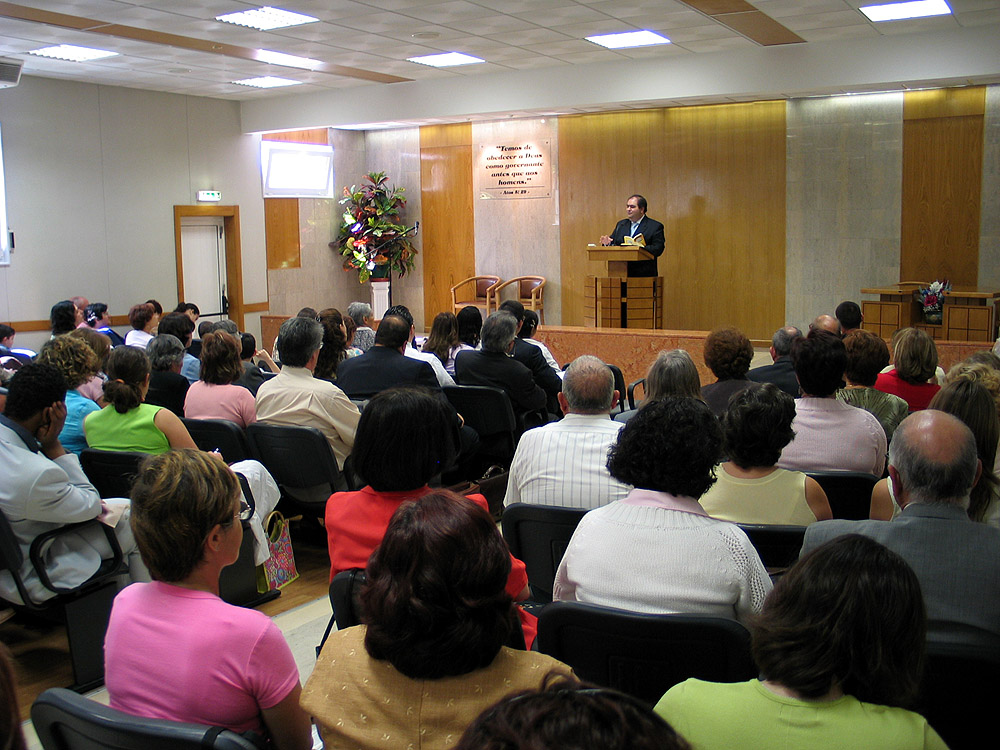
Zebranie zborowe świadków Jehowy w Sali Królestwa (Portugalia)

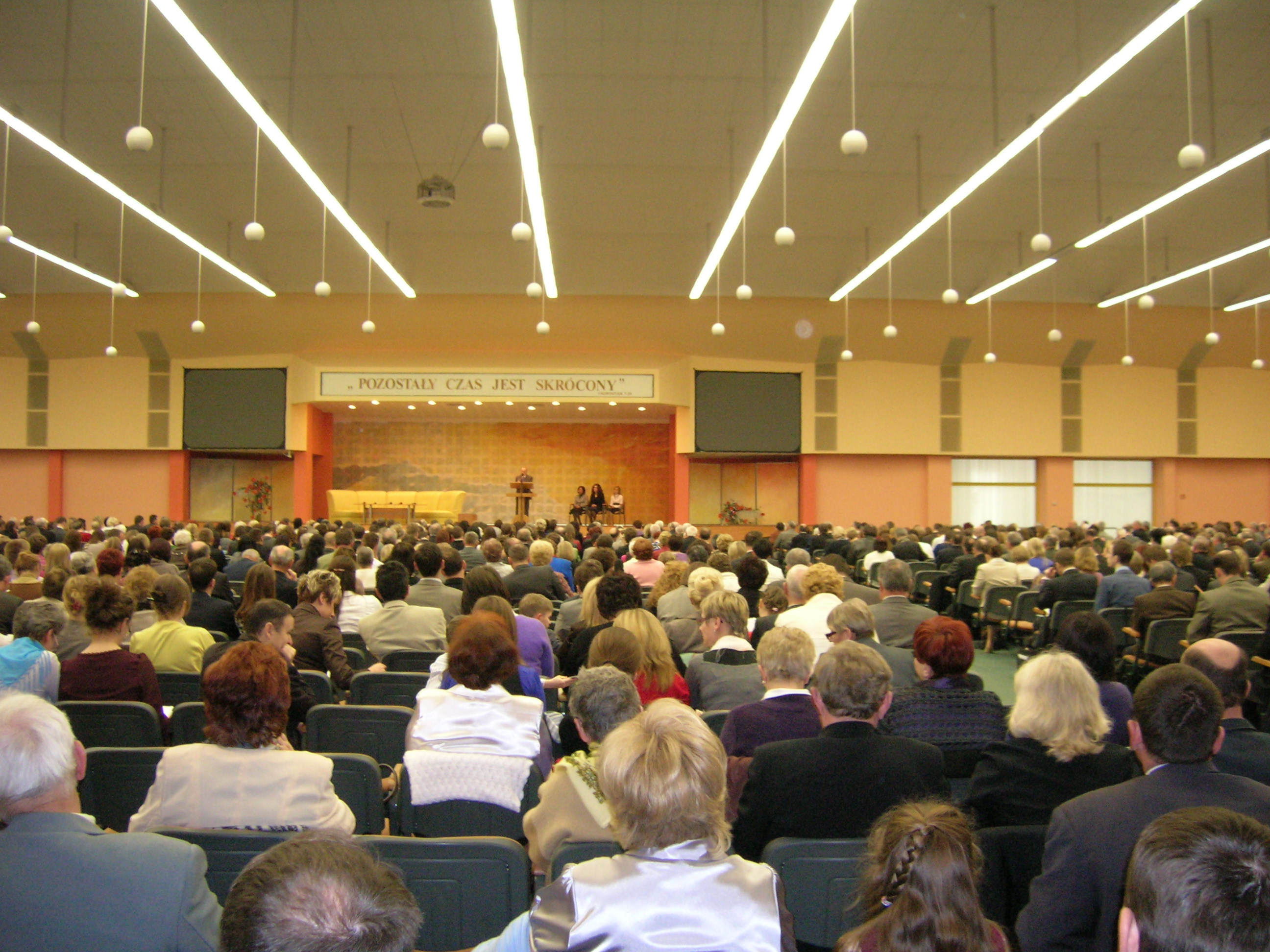
Zgromadzenie specjalne pod hasłem „Pozostały czas jest skrócony” w Sali Zgromadzeń (Sosnowiec, Polska, 2010)

11. Zebrania zborowe: Uczestniczą dwa razy w tygodniu w otwartych zebraniach zboru, które odbywają się w obiektach nazywanych „Salami Królestwa” (od czasu pandemii COVID-19 program transmitowany jest też przez wideokonferencje, z możliwością czynnego udziału)[325][326][327][328]. Najczęściej w niedzielę odbywa się zebranie w weekend (dwie części: wykład publiczny i studium Strażnicy). 30-minutowy wykład publiczny skierowany do szerokiego grona odbiorców omawia nauki i proroctwa biblijne, zasady i rady dotyczące życia rodzinnego, małżeńskiego, problemów młodzieży i zasad moralnych; na godzinnym studium Strażnicy omawia się artykuły oparte na Biblii specjalnie przygotowane na to studium, zamieszczone w „Strażnicy” (wydanie do studium)[295]. W innym dniu tygodnia odbywa się wieczorem zebranie w tygodniu, składa się z trzyczęściowego programu zatytułowanego Chrześcijańskie życie i służba: Skarby ze Słowa Bożego, Ulepszajmy swoją służbę oraz Chrześcijański tryb życia (z punktem: zborowe studium Biblii). Na zebraniu tym analizuje się kolejne rozdziały z całej Biblii; przedstawiane są filmy, pokazy dotyczące metod ewangelizacji (głoszenia i nauczania), omawiane są artykuły z dwumiesięcznika „Chrześcijańskie życie i służba – program zebrań”, zawierające praktyczne rady o stosowaniu Biblii w życiu codziennym oraz wskazówki dotyczące ewangelizacji i nauczania w zborze[99]. Wstęp na zebrania jest wolny, nie przeprowadza się zbiórek pieniędzy[329][330][295]. Świadkowie Jehowy uważają, że wspólne zgromadzanie się jest kluczowym elementem ich wiary[331].
12. Kongresy regionalne (również specjalne i międzynarodowe) oraz zgromadzenia obwodowe: Uczestniczą w corocznych, trzydniowych większych spotkaniach z określonego regionu, zwanych kongresami regionalnymi (w wybranych wcześniej miastach na całym świecie organizuje się również wielkie kongresy międzynarodowe lub mniejsze kongresy międzynarodowe, tzw. kongresy specjalne, na których są obecni delegaci z innych krajów)[332][333][334][335]. Dwa razy w roku uczestniczą również w jednodniowych zgromadzeniach obwodowych[336]. W związku z pandemią COVID-19 w latach 2020–2022 program kongresów został udostępniony w formie nagrań wideo w serwisie jw.org[337]. Kongresy organizowane są zwykle na dużych obiektach, takich jak stadiony, hale sportowo-wystawiennicze, a także we własnych obiektach specjalnie do tego celu zbudowanych, tzw. Salach Zgromadzeń. Podaje się na nich objaśnienia tematów biblijnych w formie wykładów, wywiadów, słuchowisk, scenek, krótkich i dłuższych filmów, ogłasza wydanie nowych publikacji oraz przeprowadza się chrzest nowych członków. Wstęp na te zgromadzenia również jest wolny, nie ma zbiórek pieniędzy na tacę[338][339].

## Organizacja
Świadkowie Jehowy uważają, że trzeba należeć do zorganizowanej religii, która musi wpływać na codzienne życie człowieka. W społeczności Świadków Jehowy nie występuje podział na laików i duchownych – wszyscy współtworzą społeczność duchowych braci i sióstr. W zborze przewodzą starsi zboru (nadzorcy), których wspierają słudzy pomocniczy.
Organizacja Świadków Jehowy zarządzana jest w sposób określany przez nich jako teokratyczny. Składają się na nią lokalne społeczności chrześcijan tworzące zbory, zgrupowane zazwyczaj po około 20 w obwody. Obwody podlegają pod krajowe lub międzynarodowe Biura Oddziałów. Wszystkie te struktury działają pod ogólnoświatowym nadzorem Ciała Kierowniczego, które sprawuje nadzór we wszelkich sprawach dotyczących nauk i działalności całej organizacji. „Chociaż Ciało Kierownicze koordynuje międzynarodowe działania Świadków Jehowy, to jego członkowie całkowicie uznają, że rolę przywódcy sprawuje Jezus Chrystus”.
Wobec administracji państwowej Świadków Jehowy reprezentują różne zarejestrowane w poszczególnych krajach osoby prawne. Do najważniejszych należą: Pensylwańskie Biblijne i Traktatowe Towarzystwo Strażnica, do którego należą prawa autorskie publikacji Świadków Jehowy, oraz Zarejestrowane Nowojorskie Towarzystwo Biblijne i Traktatowe Strażnica zarządzające majątkiem. W Polsce Świadków Jehowy jako związek wyznaniowy reprezentuje osoba prawna: „Świadkowie Jehowy w Polsce” z siedzibą w Nadarzynie koło Warszawy.

## Statystyki
– dokładna liczebność nie jest podawana
      – mniej niż 1000 głosicieli
      – od 1000 do 9999 głosicieli
      – od 10 000 do 99 999 głosicieli
      – od 100 000 do 499 999 głosicieli
      – powyżej 500 000 głosicieli

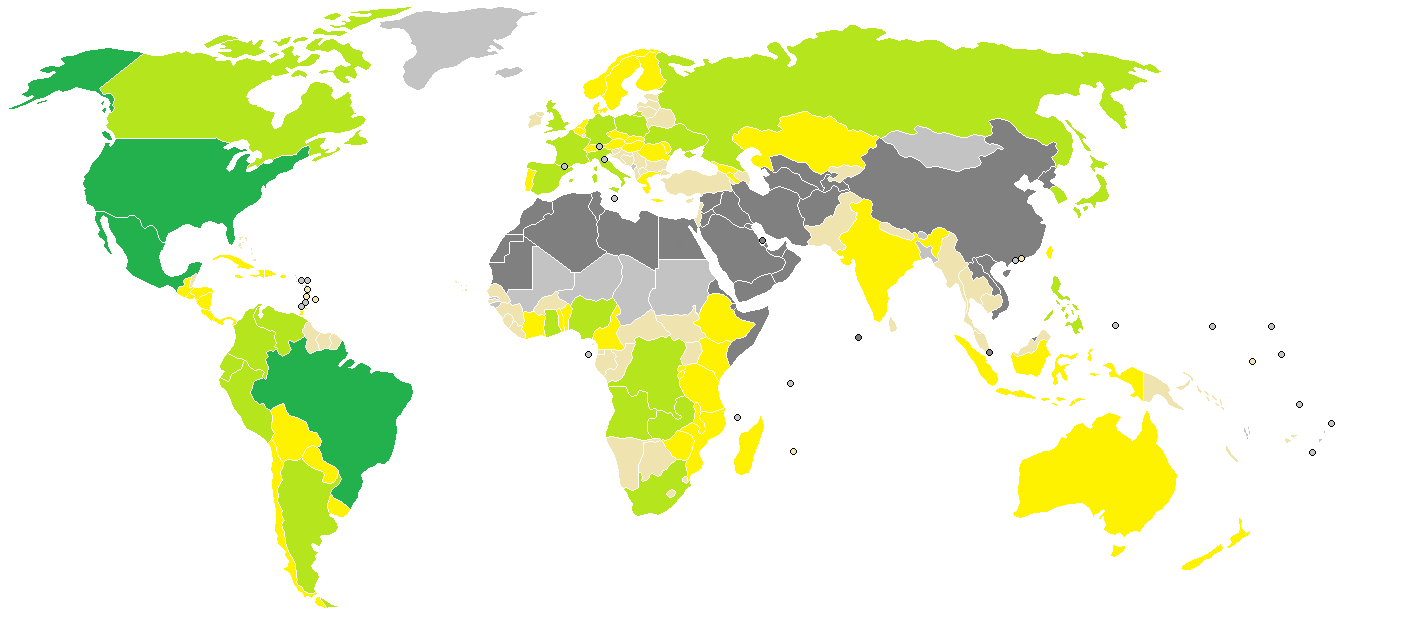
Liczebność głosicieli Świadków Jehowy na świecie:
– dokładna liczebność nie jest podawana
– mniej niż 1000 głosicieli
– od 1000 do 9999 głosicieli
– od 10 000 do 99 999 głosicieli
– od 100 000 do 499 999 głosicieli
– powyżej 500 000 głosicieli

W roku 2024 najwyższa liczba głosicieli przekroczyła 9 milionów; należeli oni do ponad 118 tys. zborów (w Polsce: 114 894 członków w 1268 zborach). Podczas jedynego w roku święta religijnego Świadków Jehowy – Wieczerzy Pańskiej (Pamiątki śmierci Jezusa Chrystusa) – na całym świecie w 2024 roku zgromadziło się ponad 21 milionów ludzi (w Polsce: 181 252). Największą grupę językową według danych z 2019 roku stanowili głosiciele hiszpańskojęzyczni (ponad 2,5 miliona).
Zestawienie podstawowych statystyk za rok służbowy 2024, opublikowanych przez Świadków Jehowy:
- Najwyższa liczba głosicieli: 9 043 460
- Przeciętna liczba głosicieli: 8 828 124
- Procent wzrostu w stosunku do roku 2023: 2,4%
- Liczba nowo ochrzczonych: 296 267
- Liczba krajów i terytoriów: 240
- Przeciętna liczba pionierów pomocniczych: 867 502
- Przeciętna liczba pionierów pełnoczasowych: 1 679 026
- Przeciętna liczba kursów biblijnych: 7 480 146
- Liczba obecnych na Wieczerzy Pańskiej (Pamiątce): 21 119 442
- Liczba zborów: 118 767

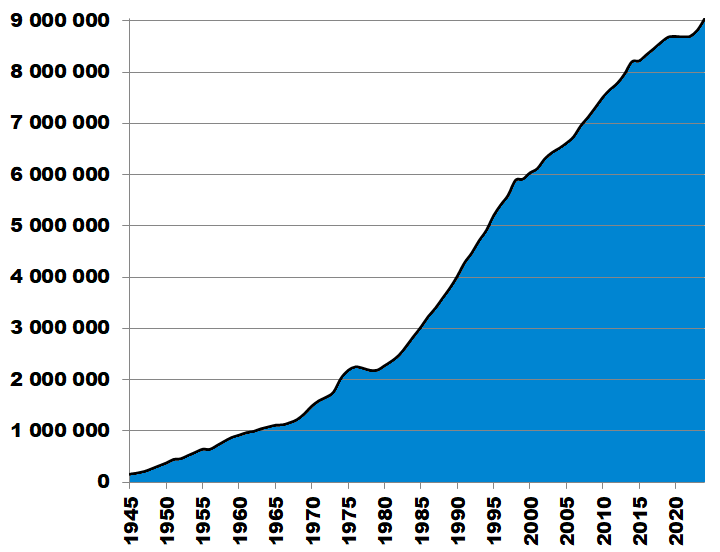
Liczba głosicieli na świecie od roku 1945
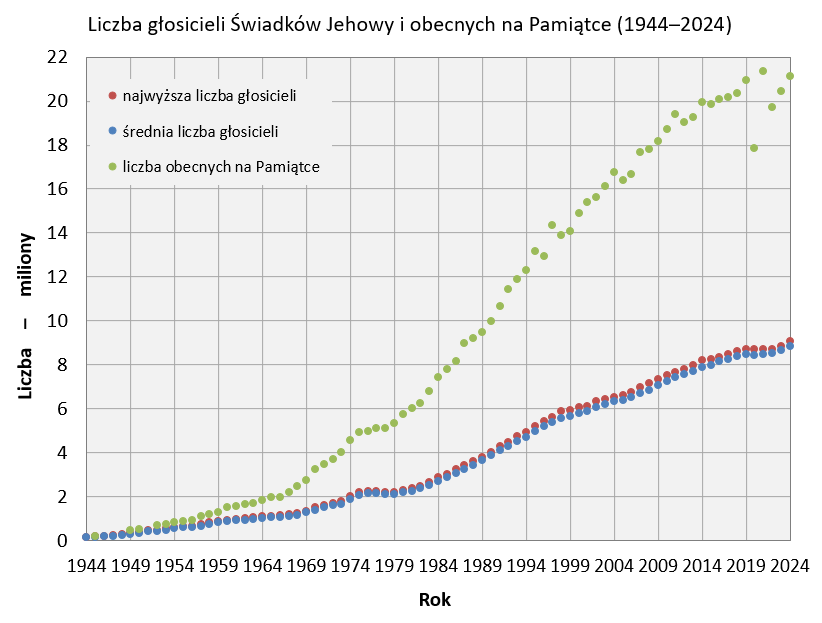
Liczba głosicieli Świadków Jehowy oraz obecnych na Pamiątce od roku 1944

## Publikacje
Świadkowie Jehowy prowadzą działalność kaznodziejskiej, w czasie której korzystają i z publikacji biblijnych i je nieodpłatnie rozpowszechniają. Posługują się nimi również na zebraniach religijnych. Celem wydawania tych publikacji jest pomoc w zrozumieniu Biblii i zwrócenie uwagi na jej praktyczną wartość.
Do najbardziej znanych ich wydawnictw należą czasopisma: „Strażnica Zwiastująca Królestwo Jehowy” wydawana w 461 językach (wydania specjalne w ponad 780 językach) w przeciętnym nakładzie przeszło 31,74 miliona egzemplarzy (wydanie do rozpowszechniania) oraz „Przebudźcie się!” – w 252 językach w przeciętnym nakładzie ponad 16,26 miliona egzemplarzy.
Publikacje biblijne wydają w formie drukowanej, elektronicznej, fonicznej i wizualnej w przeszło 1100 językach, w tym w ponad 105 językach migowych oraz dodatkowo w przeszło 50 wydaniach brajlowskich. Publikacje te są dostępne bezpłatnie online na oficjalnej stronie internetowej Świadków Jehowy – jw.org oraz w aplikacji JW Library, która jest dostępna na urządzenia mobilne i stacjonarne. Liczba języków, w których dostępne są publikacje biblijne na stronie jw.org, w 2019 roku przekroczyła 1000, co stawia ją na pierwszym miejscu pod względem liczby tłumaczeń.
Towarzystwo Strażnica publikuje również Pismo Święte w Przekładzie Nowego Świata, przekład Pisma Świętego wydany do 2024 roku w nakładzie przeszło 250 milionów egzemplarzy w ponad 300 językach (w całości lub częściowo, np. sam Nowy Testament).
Świadkowie Jehowy do 2015 roku wydrukowali przeszło 40 miliardów publikacji biblijnych. Tylko w latach 1998–2008 łączny ich nakład wyniósł ponad 20,7 miliarda egzemplarzy, a w samym tylko roku 2015 – około 4,5 miliarda egzemplarzy. Są one drukowane we własnym zakresie – głównie w 9 własnych drukarniach położonych w Ameryce Północnej oraz Południowej, Afryce, Azji i Europie.
Wiele publikacji osiąga nakład ponad 100 mln egz., w kilkuset językach. Niektóre są umieszczone w Księdze rekordów Guinnessa (Rekordy wydawnicze), zostały również nagrodzone i wyróżnione na wystawach, festiwalach, konkursach oraz przez stowarzyszenia pozarządowe i rządy kilku krajów. Wiele z nich jest wykorzystywana w rządowo-społecznych programach edukacyjnych.

## Status religii oraz legalność

### Sytuacja prawna
W większości krajów świata Świadkowie Jehowy są prawnie zarejestrowani jako związek wyznaniowy lub działają legalnie na mocy przepisów ogólnych. Jednak w przeszłości, zwłaszcza w czasie wojen, działalność religijna Świadków Jehowy była zakazywana lub ograniczana prawnie nawet w wielu tych krajach, w których obecnie mogą ją prowadzić bez przeszkód.
Wiele międzynarodowych organizacji świeckich, także sądowniczych, uznaje Świadków Jehowy za „znaną religię”. W orzeczeniu z 26 września 1996 roku w sprawie „Manoussakis i inni przeciwko Grecji” Europejski Trybunał Praw Człowieka w Strasburgu uznał, że Świadkowie Jehowy cieszą się statusem „znanej religii” i korzyściami, jakie wynikają z tego uznania, a w orzeczeniu z 10 czerwca 2010 roku w sprawie „Świadkowie Jehowy w Moskwie przeciwko Rosji” uznał ich jako „znane wyznanie chrześcijańskie”, które „ma ugruntowaną aktywną obecność w wielu krajach na całym świecie, w tym we wszystkich państwach europejskich, które są obecnie członkami Rady Europy”. Czasami wbrew temu orzeczeniu w niektórych dokumentach byli wymieniani jako „sekta”. Np. we Francji zostali ujęci w sprawozdaniu parlamentarnym na liście sekt. Choć raport ten sam w sobie nie pociągał za sobą konsekwencji prawnych, to jednak był wykorzystywany przeciwko Świadkom Jehowy. 1 grudnia 2005 roku Sąd Apelacyjny w Paryżu nakazał francuskiemu ministrowi spraw wewnętrznych udostępnienie Świadkom Jehowy dokumentów policyjnych, na podstawie których wciągnięto ich w roku 1996 na listę sekt. Sąd uznał, że oceny skutków działalności Świadków Jehowy, o której wspominają te dokumenty, miały błahy charakter i nie mogą być brane pod uwagę. 30 czerwca 2011 roku Europejski Trybunał Praw Człowieka orzekł, że rząd Francji naruszył prawa Świadków Jehowy, kiedy starał się narzucić z mocą wsteczną 60% podatek od wszystkich darowizn przekazanych przez świadków Jehowy we Francji w latach 1993 i 1996. 5 lipca 2012 roku Europejski Trybunał Praw Człowieka orzekł, że rząd Francji musi zwrócić Świadkom Jehowy ponad 4,5 miliona euro – wraz z odsetkami – w celu pełnego zadośćuczynienia za naruszenie ich wolności religijnej poprzez nielegalne opodatkowanie. 11 grudnia 2012 roku rząd Francji zwrócił Świadkom Jehowy 6 373 987,31 euro, a także pokrył koszty procesu.
W Sądzie Najwyższym Stanów Zjednoczonych do końca 1998 roku toczyło się 71 spraw dotyczących działalności religijnej lub wolności wyznania Świadków Jehowy, z których około dwie trzecie zakończyło się wyrokiem korzystnym dla tego ruchu religijnego. Do roku 2015 w 50 rozpatrzonych sprawach zapadły decyzje pomyślne dla Świadków Jehowy.
W latach 2000–2024 Świadkowie Jehowy odnieśli 1225 zwycięstwa w sądach najwyższych ponad 70 krajów. Ponadto do 2024 roku przed Europejskim Trybunałem Praw Człowieka wygrali ponad 140 spraw, których orzeczenia są wiążące dla wszystkich krajów członkowskich Rady Europy. Do 2024 roku Trybunał orzekł m.in. na korzyść Świadków Jehowy z Armenii, z Austrii, z Azerbejdżanu, z Belgii, z Bułgarii, z Francji, z Grecji, z Gruzji, z Hiszpanii, z Litwy, z Monako, z Naddniestrza, z Rosji, z Turcji oraz z Ukrainy. 26 czerwca 2014 roku Trybunał ten jednogłośnie orzekł, że władze rosyjskie nie mogą prawnie ograniczać swobód religijnych Świadków Jehowy.
Na terenie Polski Świadkowie Jehowy zostali prawnie zarejestrowani po raz pierwszy 20 maja 1913 roku, a zbór warszawski już wcześniej – 17 października 1905 roku. Zakaz działalności Świadków Jehowy obowiązywał od 22 marca 1938 roku do końca II wojny światowej oraz od 2 lipca 1950 roku do 12 maja 1989 roku. Gdy pod koniec tego okresu sprzeciw ze strony władz zelżał, w celu ułatwienia importu swoich publikacji Świadkowie Jehowy w Polsce zarejestrowali w 1985 roku spółkę Strażnica – Wydawnictwo Wyznania Świadków Jehowy w Polsce. 12 maja 1989 roku zostali oficjalnie zarejestrowani i zalegalizowani w Urzędzie do Spraw Wyznań jako związek wyznaniowy pod nazwą Strażnica – Towarzystwo Biblijne i Traktatowe. Zarejestrowany Związek Wyznania Świadków Jehowy w Polsce, a od roku 2014 jako Świadkowie Jehowy w Polsce. 31 stycznia 1990 roku zostali wpisani do rejestru kościołów i innych związków wyznaniowych pod nr 34.

### Państwa zakazujące lub ograniczające działalność

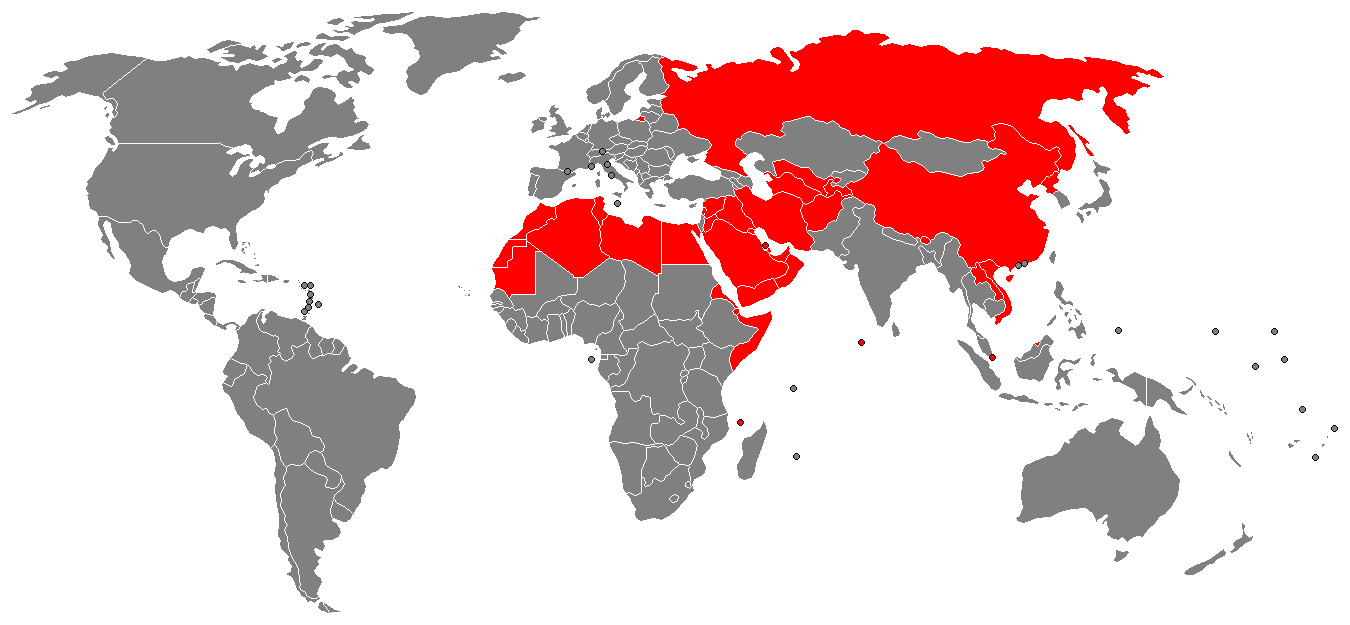
Działalność wyznania została zakazana lub znacznie ograniczona w 33 krajach (kolor czerwony), w większości z nich działalność prowadzona jest nieoficjalnie

#### Historia
Podczas I wojny światowej zakaz rozpowszechniania literatury biblijnej wprowadzono w Kanadzie i Stanach Zjednoczonych, a wkrótce także w Indiach oraz w Niasie (obecne Malawi). W latach 20. ograniczenia działalności Badaczy Pisma Świętego wprowadzono w Grecji, Hiszpanii, Rumunii, na Węgrzech i we Włoszech. W latach 30. zakaz działalności albo rozprowadzania literatury wprowadziły Albania, Austria, Bułgaria, Estonia, Jugosławia, Litwa, Łotwa, Polska, niektóre kantony Szwajcarii, Złote Wybrzeże (obecna Ghana), terytoria francuskie w Afryce oraz Trynidad i Fidżi.
Podczas II wojny światowej zakaz wprowadziły Japonia, Niemcy i Włochy oraz państwa, które znalazły się pod ich wpływem: Albania, Austria, Belgia, Czechosłowacja, Holandia, Holenderskie Indie Wschodnie (obecna Indonezja), Korea i Norwegia. Dekrety wymierzone przeciw Świadkom Jehowy wydano również w Argentynie, Brazylii, Finlandii, Francji i na Węgrzech. Rząd Wielkiej Brytanii w okresie wojny nałożył embargo na dostawy literatury biblijnej. Natomiast na terenie Imperium Brytyjskiego oraz Brytyjskiej Wspólnoty Narodów delegalizację działalności Świadków Jehowy lub ich publikacji wprowadzono w: Australii, na Bahamach, Basuto (obecne Lesoto), Beczuanie (obecna Botswana), Birmie (obecna Mjanma), Cejlonie (obecna Sri Lanka), Cyprze, Dominice, Fidżi, Gujanie Brytyjskiej (obecnie Gujana), Indiach, Jamajce, Kanadzie, Niasie (obecne Malawi), Nigerii, Nowej Zelandii, Rodezji Południowej (obecne Zimbabwe), Rodezji Północnej (obecna Zambia), Singapurze, Suazi (obecnie Eswatini), Wyspach Podwietrznych (część brytyjska), Złotym Wybrzeżu (obecna Ghana) oraz Związku Południowej Afryki (obecna Południowa Afryka).
W ciągu 45 lat od zakończenia wojny wiele krajów odmówiło Świadkom Jehowy prawnego zarejestrowania, a ponadto ich religię lub działalność w różnych okresach zdelegalizowano w sumie w 23 krajach afrykańskich, w 9 azjatyckich, 8 europejskich, 3 latynoamerykańskich i w 4 państwach wyspiarskich. W roku 1992 Świadkowie Jehowy podlegali różnym ograniczeniom w 24 krajach świata.

#### Obecnie
W 2024 roku znaczne ograniczenie działalności lub całkowity jej zakaz (aż po otwarte prześladowania, aresztowania, przetrzymywanie w więzieniach i obozach, liczne przypadki używania przemocy i inne szykany) miały miejsce w 33 krajach: Chiny, Korea Północna, Laos, Wietnam, Algieria, Afganistan, Arabia Saudyjska, Bahrajn, Bhutan, Brunei, Dżibuti, Egipt, Erytrea, Irak, Iran, Jemen, Jordania, Katar, Komory, Kuwejt, Liban, Libia, Malediwy, Maroko, Oman, Rosja, Singapur, Somalia, Syria, Tadżykistan, Tunezja, Turkmenistan, Uzbekistan oraz Zjednoczone Emiraty Arabskie.
Po kilkunastu latach stopniowego ograniczania działalności Świadków Jehowy 20 kwietnia 2017 roku rosyjski Sąd Najwyższy zdelegalizował Centrum Administracyjne Świadków Jehowy w Rosji oraz wszystkie lokalne religijne jednostki prawne Świadków Jehowy. Wyrok ten został podtrzymany przez Sąd Najwyższy 17 lipca 2017 roku, co w praktyce oznaczało zakaz działalności na terenie Rosji. 26 września 2018 roku Sąd Najwyższy nieuznawanej na arenie międzynarodowej Donieckiej Republiki Ludowej uznał Świadków Jehowy za organizację ekstremistyczną oraz zdelegalizował ich działalność.
Ogółem w wyżej wymienionych krajach następuje kilkuprocentowy wzrost liczby głosicieli. W 2024 roku w krajach zakazu lub ograniczenia prawnego działalności działało w sumie 214 313 głosicieli w 2859 zborach (z tego około 175 000 w Rosji).

### Służba wojskowa
Na całym świecie świadkowie Jehowy odmawiają pełnienia służby wojskowej bądź udziału w szkoleniach wojskowych. Z tego względu w Singapurze są skazywani na karę pozbawienia wolności. Jednak w większości krajów świata podyktowana sumieniem odmowa służby wojskowej jest uznawana za wystarczający powód do niepowoływania do tej służby, a odmawiający jej nie są karani. W krajach tych na mocy ustawodawstwa zazwyczaj albo obowiązuje zawodowa służba wojskowa, albo wprowadzono alternatywną służbę cywilną, której podlegają świadkowie Jehowy.

### Kary więzienia
Świadkowie Jehowy nadal są więzieni z powodu swych przekonań religijnych. Według danych z maja 2025 roku na całym świecie było to ponad 257 osób. W tym w Erytrei – 64, w Rosji – 156, w Singapurze – 8, na Ukrainie –7, na Krymie – 14, w Korei Południowej – 1 oraz ponad 7 w innych krajach.
17 grudnia 2021 roku kraje członkowskie Międzynarodowego Sojuszu na Rzecz Wolności Religii lub Przekonań (International Religious Freedom or Belief Alliance) – w tym Polska, podpisały oświadczenie nawołujące do natychmiastowego uwolnienia uwięzionych świadków Jehowy na świecie i zaprzestania wobec nich tortur, maltretowania, przeszukań ich domów oraz dyskryminacji.

#### Erytrea
W Erytrei w 1994 roku świadkom Jehowy odebrano obywatelstwo oraz pozbawiono wynikających z niego podstawowych praw. Wśród 64 osób uwięzionych w obozach karnych w Mai Serwa i w Adi Abeto oraz w 5. posterunku policji w Erytrei znajduje się 34 mężczyzn i 30 kobiet, w wieku od 23 do 85 lat (w tym 10 osób w wieku powyżej 70 lat). Żadnej z tych osób nie zostały formalnie postawione zarzuty. Jeden z nich znajduje się w więzieniu od prawie 25 lat, dwóch kolejnych od prawie 20 lat, sześciu uwięzionych – od ponad 15 lat, a kolejnych ośmiu – od ponad 10 lat. W tym czasie cztery osoby zmarły w więzieniu, kilka innych zwolniono ze względu na poważną utratę zdrowia, która była przyczyną śmierci trzech z nich krótko po zwolnieniu. Ponieważ miejscowy system prawny nie przewiduje żadnych skutecznych możliwości udzielenia im pomocy, ich kara jest w praktyce równoznaczna z dożywotnim uwięzieniem. W czerwcu 2016 roku Komisja Śledcza do spraw Praw Człowieka w Erytrei powołana przez Organizację Narodów Zjednoczonych określiła prześladowania obywateli Erytrei z powodu wyznawanej przez nich religii jako „zbrodnię przeciwko ludzkości”. w 2020 roku wypuszczono na wolność 28 świadków Jehowy (26 mężczyzn i 2 kobiety), którzy byli więzieni od 5 do 26 lat, a w 2021 roku kolejne 3 osoby (2 kobiety i mężczyznę). Ostatnie masowe aresztowania miały miejsce we wrześniu 2024 roku.

#### Krym
Po aneksji Krymu przez Rosję działalność Świadków Jehowy jest tam zakazana i są oni najbardziej prześladowaną grupą religijną. W 2020 roku za prowadzenie działalności religijnej na 6 lat pozbawienia wolności został skazany Siergiej Fiłatow, jako pierwszy świadek Jehowy na Krymie, oskarżony na podstawie rosyjskiego Kodeksu karnego. w tym samym roku w procesie apelacyjnym Sąd Najwyższy Krymu ogłosił zaostrzenie kary dla Artioma Gierasimowa, zamiast grzywny został skazany na 6 lat więzienia, a po dokonaniu rewizji w dziewięciu domach w Sewastopolu, czterech mężczyzn będących świadkami Jehowy umieszczono w areszcie śledczym. W 2021 roku za działalność religijną został skazany Wiktor Staszewski, otrzymał karę 6,5 lat pozbawienia wolności, a po kilkukrotnym przedłużaniu wyroków, trzech mężczyzn zostało zwolnionych z aresztu śledczego i umieszczonych w areszcie domowym, Igora Szmidta skazano na 6 lat pozbawienia wolności. W 2022 roku za prowadzenie działalności religijnej na karę 6 lat więzienia skazano Władimira Maładykę, Władimira Sakadę i Jewgienija Żukowa, a na 6 lat kolonii karnej skazano Aleksandra Litwiniuka i Aleksandra Dubowienkę. W 2023 roku Tarasa Kuzo skazano na 6,5 roku więzienia, a Siergiej Lulin i Piotr Żylicow otrzymali wyroki 6 lat i jednego miesiąca więzienia. W 2024 roku skazano Maksima Zinczenkę na 2 lata pracy przymusowej w zakładzie karnym, a w procesie apelacyjnym Sąd Najwyższy Krymu ogłosił zaostrzenie kary dla Jurija Gieraszczenkę i Siergieja Parfienowicza, tak że wyroki 6 lat w zawieszeniu staną się wyrokami kary więzienia.

#### Rosja
Od zakazu nałożonego w kwietniu 2017 roku organy ścigania zajmują się działalnością religijną rosyjskich świadków Jehowy, pod zarzutem prowadzenia rzekomej „działalności ekstremistycznej”. Od kwietnia 2017 do maja 2025 roku w 75 regionach Rosji funkcjonariusze policji przeszukali 2197 mieszkań, 868 osobom postawiono zarzuty (w ciągu pierwszych 5 lat zakazu było ich 1750, 489 w 2019 roku, 477 w 2020 roku, 382 w 2021 roku, 200 w 2022 roku, 183 w 2023 roku). Podczas takich nalotów lub podczas przesłuchań są bici, a nawet torturowani, aby zdradzili nazwiska oraz miejsce pobytu współwyznawców. Są karani za samo czytanie Biblii, śpiewanie piosenek i rozmawianie o swoich chrześcijańskich wierzeniach. Rosyjskie sądy nadal wysyłają do więzień ciężko chorych niepełnosprawnych, w tym tych, którzy nie mogą tam przebywać z powodów zdrowotnych. Świadkom Jehowy stawia się zarzut „brania udziału w działalności organizacji ekstremistycznej”. 14 listopada 2017 roku Zgromadzenie Sędziów Sądu Najwyższego Federacji Rosyjskiej przyjęło Rezolucję nr 44, która stanowi, że rodzice mogą być „pozbawiani przez sąd praw rodzicielskich”, jeżeli angażują swoje dzieci w działalność organizacji religijnej, która została uznana za „ekstremistyczną”. 23 listopada 2017 roku Ministerstwo Edukacji i Nauki opublikowało „rekomendację”, by „resocjalizować” dzieci wystawione na wpływ „ideologii (...) religijno-ekstremistycznej”. Ministerstwo wymieniło zaledwie dwie takie grupy dzieci – dzieci członków Państwa Islamskiego ISIS i dzieci świadków Jehowy. Zauważono, że rodzice będący świadkami Jehowy mają „dziesiątki tysięcy dzieci i nastolatków”. Według rosyjskiego prawa karnego, bycie świadkiem Jehowy (zaliczonych do prowadzenia rzekomej działalności ekstremistycznej) jest zagrożone większą karą niż za zbrodnie, takie jak porwanie czy gwałt.
W Rosji 25 maja 2017 roku podczas prowadzenia zebrania religijnego aresztowano obywatela Danii, Dennisa Christensena, któremu prokurator postawił zarzut organizowania działalności związku religijnego uznanego za ekstremistyczny, za co grozi kara od 6 do 10 lat więzienia. 6 lutego 2018 roku za prowadzenie działalność religijnej został skazany na 6 lat więzienia. Od wyroku złożono odwołanie. Kilka godzin po ogłoszeniu wyroku Unia Europejska wydała oświadczenie w którym wezwała rosyjskie władze do natychmiastowego i bezwarunkowego zwolnienia Dennisa Christensena. 23 maja 2019 roku odrzucono jego odwołanie i podtrzymano wcześniejszy wyrok. Odbywanie kary więzienia zakończył 24 maja 2022 roku.
10 maja 2018 roku delegatura Unii Europejskiej przy Organizacji Bezpieczeństwa i Współpracy w Europie wydała oświadczenie w sprawie sytuacji świadków Jehowy w Rosji. Wyrażono w nim głębokie zaniepokojenie rosnącym prześladowaniem świadków Jehowy w Rosji. Wykazano też, że rząd rosyjski chociaż twierdził, iż likwidacja osób prawnych reprezentujących Świadków Jehowy (LRO) nie będzie miała wpływu na indywidualne praktykowanie swojej wiary przez członków wyznania, doprowadził jednak do wszczęcia spraw karnych przeciw poszczególnym wierzącym. UE wyraziła niezadowolenie aresztowaniami członków społeczności Świadków Jehowy. Rząd rosyjski przejął kompleks Centrum Administracyjnego Świadków Jehowy oraz stopniowo 131 nieruchomości będących własnością Świadków Jehowy, służących jako miejsca zebrań (w 60 dalszych przypadkach toczą się postępowania sądowe w sprawie konfiskaty). Służby stosują wobec wiernych „naloty policyjne” na prywatne domy i na miejsca wielbienia, arbitralne zatrzymania oraz zastraszają członków wyznania. Oświadczenie przyjęło również 9 innych krajów europejskich. Tego samego dnia delegatura Stanów Zjednoczonych przy OBWE wyraziła zaniepokojenie kolejnymi doniesieniami o nękaniu grup wyznaniowych. Zwrócono uwagę na fakt, że działalność pokojowego związku wyznaniowego władze określają jako „ekstremistyczną”, stosując ustawę „anty-ekstremistyczną” w celu ograniczenia korzystania z wolności religijnej. 19 czerwca 2018 roku ponad 60 rosyjskich obrońców praw człowieka, dziennikarzy i działaczy społecznych wystosowało apel o zaprzestanie prześladowania świadków Jehowy w Rosji. Dokument ten wymienia imiennie 23 osoby aresztowane za przynależność do organizacji religijnej Świadków Jehowy.
24 stycznia 2019 roku 36 organizacji pozarządowych z 18 krajów opublikowało wspólne oświadczenie w sprawie łamania wolności religijnej świadków Jehowy w Rosji. Obrońcy praw człowieka wzywają w nim rosyjski rząd do natychmiastowego i bezwarunkowego uwolnienia wszystkich uwięzionych świadków Jehowy i zdjęcia z nich wszelkich zarzutów o prowadzenie działalności ekstremistycznej. Oświadczenie to przygotowane pod auspicjami Civic Solidarity Platform dotyczy zaprzestania ścigania karnego z przyczyn religijnych, przerywania spotkań religijnych, zwrotu obiektów kultu religijnego oraz osobno zwolnienia dwóch uwięzionych cudzoziemców – obywatela Danii Dennisa Christensena oraz obywatela Polski Andrzeja Oniszczuka (A. Oniszczuk został zwolniony po 11 miesiącach aresztu, w 2022 roku skazano go na karę 6,5 roku pozbawienia wolności w zawieszeniu na 4 lata).
Stała Rada Organizacji Bezpieczeństwa i Współpracy w Europie (OBWE) potępiła Rosję za prześladowania świadków Jehowy. Żądania do władz rosyjskich o niezwłoczne przywrócenie świadkom Jehowy prawa do wolności wyznania skierowały m.in.: Komitet Ministrów Rady Europy, Międzynarodowy Komitet Oświęcimski, Stowarzyszenie osób ocalałych z obozu koncentracyjnego w Dachau (Lagergemeinschaft Dachau) oraz prezydent Rzeczypospolitej Polskiej Andrzej Duda. Rosja była (do czasu jej wystąpienia) jedynym krajem członkiem Rady Europy, który kiedykolwiek rozpętał kampanię przeciw pokojowej działalności Świadków Jehowy. Świadkowie Jehowy złożyli ponad 60 wniosków do Europejskiego Trybunału Praw Człowieka dotyczących rażącego naruszania wolności wyznania w Rosji. ETPC rozpatruje roszczenia Świadków Jehowy wobec Rosji dotyczące zagrabionych obiektów, których wartość przekracza łącznie 6 miliardów rubli (blisko 80 milionów euro). W 2018 roku przez Amerykańską Komisję ds. Międzynarodowej Wolności Religijnej (USCIRF) Rosja została uznana jako „kraj szczególnej troski” w zakresie łamania Ustawy o Międzynarodowej Wolności Religijnej (ang. International Religious Freedom Act – IRFA).
28 października 2021 roku Sąd Najwyższy Federacji Rosyjskiej uaktualnił swoją uchwałę dotyczącą pojęcia działalności ekstremistycznej. Wprowadzona nowa wykładnia przepisów wskazuje na to, że indywidualnego lub grupowego kultu religijnego nie należy kwalifikować jako branie udziału w działalności zdelegalizowanej organizacji religijnej. Jednak nie zahamowało to systemowych prześladowań świadków Jehowy. 22 lutego 2022 roku Europejski Trybunał Praw Człowieka (ETPC) wydał dwa wyroki na korzyść 14 świadków Jehowy i stwierdził, że Rosja naruszyła ich podstawowe prawa do wolności wyznania. Rosji nakazano zapłacić łącznie ponad 99 000 euro odszkodowania za naruszenia, które obejmowały złe traktowanie przez funkcjonariuszy organów ścigania w latach 2010–2012. 7 czerwca 2022 roku Europejski Trybunał Praw Człowieka (ETPC) orzekł, że delegalizacja Świadków Jehowy w Rosji była bezprawna, nakazał Rosji zawiesić wszystkie trwające postępowania karne przeciwko świadkom Jehowy, zwolnić wszystkie osoby pozbawione wolności, a także zwrócić całą skonfiskowaną własność lub wypłacić za nią stosowne odszkodowanie. 9 grudnia 2022 roku Rada Europy ponownie wezwała Rosję do zniesienia zakazu działalności Świadków Jehowy.
Szczególnie od kwietnia 2017 roku władze Rosji zintensyfikowały działania wobec świadków Jehowy. W maju 2025 roku postępowanie karne dotyczące prowadzenia działalności religijnej toczyło się przeciw 868 osobom (w wieku od 20 do 92 lat); 172 osoby było więzionych, a 8 przebywało w areszcie domowym. Do maja 2025 roku 612 osób zostało aresztowanych, skazano 481 osób, w tym 300 na karę pozbawienia wolności w zawieszeniu (ponad 100 miało dozór elektroniczny), nazwiska ponad 520 osób umieszczono na liście „ekstremistów”, ponad 150 miało lub ma nadal zakaz opuszczania swojej miejscowości. 26 września 2018 roku Amerykańska Komisja ds. Międzynarodowej Wolności Religijnej (ang. United States Commission on International Religious Freedom – USCIRF) wpisała przebywającego od półtora roku w więzieniu Dennisa Christensena na listę więźniów sumienia odbywających karę za swoje wierzenia.

#### Singapur
Od stycznia 1972 roku ich działalność w Singapurze jest zakazana, toteż prowadzą ją nieoficjalnie. Za odmowę pełnienia służby wojskowej świadkowie Jehowy w tym kraju są skazywani na dwa następujące po sobie wyroki pozbawienia wolności o łącznym wymiarze nawet 45 miesięcy. Z tego powodu 8 młodych głosicieli jest uwięzionych.

#### Korea Południowa
6 października 2020 roku po raz pierwszy obdżektorzy otrzymali możliwość odbycia alternatywnej służby cywilnej. Wprowadzony system jako mający charakter punitywny i dyskryminujący. Trwa ona 36 miesięcy, czyli dwa razy dłużej niż służba wojskowa. Do maja 2025 roku odmówiło jej 12 młodych świadków Jehowy, 1 został skazany.

#### Ukraina
Od grudnia 1991 roku korzystali z prawa gwarantującego obdżektorom możliwość odbycia alternatywnej służby cywilnej. Jednakże po wybuchu wojny 24 lutego 2022 roku stwierdzono, że w ustawodawstwie brakuje możliwości ubieganie się o służbę alternatywną w czasie mobilizacji, przez co przeciwko setkom osób odmawiającym pełnienia służby wojskowej wszczynane jest postępowanie karne. Z tego powodu 7 głosicieli jest uwięzionych.

#### Pozostałe kraje
W innych krajach za prowadzenie działalności religijnej uwięziono ponad 7 osób.

## Kontrowersje i krytyka

### Przekład Biblii i biblijne podstawy wiary
Niektórzy bibliści, wśród nich Bruce M. Metzger, zwracają uwagę, że tłumaczenie pewnych wersetów w Piśmie Świętym w Przekładzie Nowego Świata wspiera niektóre nauki Świadków Jehowy. Religioznawca Jason David BeDuhn z Northern Arizona University przyznaje, że pomimo iż przekład wspiera doktrynę wyznania, to jednak jest to stosunkowo dobry i zrozumiały przekład. Uznanie dla przekładu wyrazili również m.in. tłumacz Edgar Johnson Goodspeed, Allen Paul Wikgren z University of Chicago, brytyjski krytyk Biblii Alexander Thomson, Thomas N. Winter z University of Nebraska–Lincoln oraz hebrajski historyk Benjamin Z. Kedar z Uniwersytetu Hebrajskiego w Jerozolimie. Estońskojęzyczny przekład tej Biblii zajął 3. miejsce „Nagrody Językowego Dokonania Roku 2014”.
Krytycy zarzucają Świadkom Jehowy, że wbrew świadectwom ze starożytności (Orygenes, Selecta in Ezechelem 9; Ireneusz, Adversus haereses 2:24:4; Justyn, Dialog z Żydem Tryfonem 40:3), na temat kształtu krzyża, na którym zginął Chrystus, zamienili w 1936 roku tradycyjne określenie krzyż na pal męki. Wprowadzoną zmianę Świadkowie uzasadniają znaczeniem greckiego terminu stauros, który w czasach apostolskich miał ich zdaniem oznaczać pal, a nie dwubelkowy krzyż, powołując się przy tym na takich badaczy, jak: John Denham Parsons, William Edwy Vine, Hermann Fulda i Paul Wilhelm Schmidt.
Wybitny profesor Marcin Majewski w swoim rankingu polskich przekładów Biblii, ocenił Przekład Nowego Świata jako jeden z najgorszych

### Zdrowie
Na ogół sądy szanują prawo świadków Jehowy do nieprzyjmowania transfuzji pełnej krwi i korzystania z bezkrwawej chirurgii. Niektórzy lekarze czasami jednak je krytykują, zachęcając do hipokryzji, by zasadę powstrzymywanie się od krwi łamać „po cichu”, powołując się przy tym na postawę i przekonania niektórych byłych wyznawców. Nakaz powstrzymywania się od krwi wyrażony w Dz 15:22–29, do którego stosują się Świadkowie Jehowy, zdaniem krytyków odnosić się powinno jedynie do spożywania krwi, a nie jej przetaczania, i miał on obowiązywać tylko przez pewien czas (w I wieku), by nie gorszyć Żydów. Krytykowane są także wielokrotne zmiany doktryny w tej kwestii: od braku zakazu transfuzji, poprzez całkowity zakaz transfuzji, w tym również wszelkich frakcji krwi, aż po zezwolenie na przyjmowanie drobnych frakcji krwi. Sprzeciw budzi fakt, iż zakaz transfuzji obejmuje również ich nieletnie dzieci.

### Neutralność polityczna
Głoszona przez Świadków Jehowy neutralność polityczna bywa krytykowana w związku z niektórymi niejednoznacznymi działaniami Towarzystwa Strażnica.
Przeciwnicy Świadków Jehowy powołują się na kilka zdań czterostronicowej Rezolucji (znanej jako Deklaracja faktów), zawierającej 3800 słów, przyjętej 25 czerwca 1933 roku w Wilmersdorfer Tennishallen w Berlinie i wystosowanej w formie listu otwartego do Adolfa Hitlera i narodu niemieckiego, w której zaprotestowali przeciw ograniczeniom nałożonym na ich działalność po dojściu Hitlera do władzy. W rezolucji tej przedstawili swoje stanowisko i zaprzeczyli oskarżeniom o jakiekolwiek powiązania z ruchami politycznymi, zaznaczając, że pragną bez przeszkód nauczać ludzi Słowa Jehowy Boga, lecz równocześnie potępili Ligę Narodów, a Stany Zjednoczone określili mianem największego gnębiciela na ziemi. Uznali też, że ich działalność nie koliduje z prawem przyjętym przez Rząd Niemiec. Zarzut ten przedstawiono po raz pierwszy w roku 1970 w propagandowej publikacji Dokumentation über die Wachtturm-Gesellschaft („Dokumentacja o Towarzystwie Strażnica”), opracowanej przez Manfreda Gebharda, autora innych publikacji o tym stowarzyszeniu, w redagowaniu których współpracował ze Stasi. Zarzut ten został następnie rozpropagowany przez amerykańskie środowiska neonazistów. Według Świadków Jehowy, krytycy nie posiadają żadnego dowodu na wysuwane oskarżenia.
Kontrowersje budzi zarejestrowanie się Towarzystwa Strażnica w strukturach Organizacji Narodów Zjednoczonych w 1946 roku, gdyż Świadkowie Jehowy uważają Ligę Narodów i jej następczynię Organizacja Narodów Zjednoczonych za szkarłatną bestię z 17 rozdziału Księgi Objawienia, która jest powiązana z religią fałszywą, a Joseph F. Rutherford, drugi prezes Towarzystwa Strażnica, potępił polityków, liderów biznesu i duchownych za popieranie Ligi Narodów.
Świadkowie Jehowy zarzucali innym organizacjom religijnym udzielanie politycznego poparcia ONZ. W 2001 roku The Guardian podał, że Towarzystwo Strażnica w latach 1991–2001 współpracowało z Departamentem Informacji Publicznej (DPI) ONZ jako Organizacja pozarządowa (NGO), co zdaniem krytyków miało oznaczać zobowiązanie się do podzielania i popierania ideałów ONZ zawartych w jej statucie – włącznie ze wsparciem i okazywaniem szacunku dla zasad Karty Narodów Zjednoczonych.

### Chrześcijaństwo
Wielu chrześcijan, w tym Światowa Rada Kościołów, największa światowa organizacja religijna zrzeszająca wyłącznie Kościoły uznające Trójcę (Kościół rzymskokatolicki nie jest członkiem ŚRK), nie zgadza się z zaliczaniem Świadków Jehowy do chrześcijan, między innymi ze względu na nieuznawanie przez nich Trójcy Świętej i boskości Jezusa. Ponadto Świadkowie Jehowy piszą na przykład, że w rozmowach z przedstawicielami judaizmu można powiedzieć: „Nie należymy do kościołów chrześcijaństwa i nie wierzymy w Trójcę, tylko oddajemy cześć Bogu Abrahama. Interesuje nas przede wszystkim prawda religijna (...)”, „Otóż rości sobie ono pretensje do tego, że obejmuje na ziemi obszary, gdzie praktykowany jest chrystianizm. Wiele narodów wraz ze swymi rządami podaje się za chrześcijańskie. Chrześcijaństwa tego nie założyli jednak Jezus Chrystus i jego dwunastu apostołów. Naród żydowski, do którego należał Jezus na ziemi, nie stał się zaczątkiem chrześcijaństwa (...) Chrześcijaństwo powstało prawie trzy wieki po scenie kuszenia Jezusa Chrystusa na pustyni judejskiej. Doszło do tego za panowania cesarza rzymskiego Konstantyna Wielkiego, którego tuż przed śmiercią w roku 337 n.e. ochrzczono jako wyznawcę chrystianizmu. Twierdził on jednak, że się nawrócił na chrystianizm wiele lat wcześniej, bo w 312 roku n.e. Do owego czasu to, co nazywano chrystianizmem, tak dalece odbiegło od nauk Jezusa Chrystusa i jego apostołów, iż ludzie podający się za chrześcijan nawet walczyli w oddziałach wojskowych pod rozkazami tegoż pogańskiego wodza i polityka Konstantyna.”, „Nadzieje chrześcijaństwa na wybawienie nie mają podstaw biblijnych; muszą wobec tego się rozwiać!”, „Kierunek aktywności kościołów nominalnego chrześcijaństwa jest wręcz sprzeczny z naukami założyciela chrystianizmu”, ale wyjaśniają, że dotyczy to nominalnego chrześcijaństwa, w przeciwieństwie do prawdziwego, określanego też jako chrystianizm. Nowa encyklopedia powszechna PWN z roku 2004 zalicza Świadków Jehowy do grup na pograniczu chrześcijaństwa. Natomiast Europejski Trybunał Praw Człowieka w orzeczeniu z 2010 roku uznał ich jako „znane wyznanie chrześcijańskie”.